# Honda Integra
Honda Integra (яп. ホンダ インテグラ, хэпбёрн: Honda Integura) — компактный автомобиль, выпускавшийся японской автомобильной фирмой Honda Motor Company с 1984 по 2006 год.  
Модель пришла на смену Honda Quint, как более роскошная и спортивноориентированная версия Civic. В США модель продавалась под маркой Acura и была одной из самых продаваемых моделей в 1986 году наряду с Acura Legend. На протяжении всего периода производства модель высоко ценилась за свою управляемость и производительность. Integra Type R 1995—2000 годов выпуска считается одним из лучших переднеприводных автомобилей всех времён. 
Модель Acura Integra была вновь представлена в Северной Америке 2 июня 2022 г. для 2023 модельного года в качестве 5-дверного лифтбека, заменившего седан ILX.

## Первое поколение
В 1985 году Honda выпускает компактный автомобиль Honda Quint Integra, положивший начало целому семейству машин. Частью названия автомобиль обязан модели Honda Quint, а Integra выбрано с целью представить новый автомобиль, в котором объединены (интегрированы) лучшие технологии Honda.  
Новинка позиционировалась как автомобиль для молодёжи и выпускалась в нескольких кузовных вариациях. Первой в феврале 1985-го была представлена модель в стиле купе с пятиместным салоном, сочетающая в себе практичность двухобъёмного хетчбэка с элегантностью трехобъёмного седана (у машины имеется небольшая хвостовая часть, добавляющая объём багажника). Для своего времени автомобиль получил достаточно длинную колёсную базу (2450 мм — как у четырёхдверного Цивика) и широкую колею. Новинка была оснащена 16-клапанным 1,6-литровым двигателем DOHC во всех версиях, отличалась повышенным комфортом и элегантным стилем.  
Среди визуальных особенностей Honda Quint Integra были следующие: короткий нос, заниженный капот, округлое заднее стекло. Как в моделях Prelude и Vigor, одной из примечательных черт стали низко установленные выдвижные фары, создающие образ спортивного автомобиля. Салон разрабатывался в соответствии с подходом «максимум места человеку, минимум агрегатам». Второй ряд складывается (в моделях ZS и GSi принята конструкция сиденья раздельного типа). В стандартное оснащение входят электрические стеклоподъёмники с функцией работы в одно касание со стороны водителя, магнитола с электронным тюнером и цифровым отображением частоты радио (модели GS, GSi), имеется регулировка угла наклона рулевой колонки (ZS, GS, GSi). Для купе эксклюзивно предлагалась версия RSi, которая стандартно оснащалась задним спойлером, улучшающим аэродинамические характеристики и подчеркивающим хвостовую часть, по сравнению с GSi была немного упрощена за счёт отсутствия некоторых функций, но зато имела меньший вес.  
Для седана Honda Integra первого поколения производителем были предложены три варианта двигателя. Старшие модификации были оборудованы хорошо зарекомендовавшим себя 16-клапанным двигателем HONDA DOHC, знакомым по другим моделям компании. Этот 1,6-литровый мотор под маркой ZC с двумя верхними распредвалами имеет компактный и лёгкий алюминиевый блок цилиндров, оптимизированную камеру сгорания и обеспечивает высокую топливную экономичность за счёт наличия системы впрыска PGM-FI в комплектации GSi (130 л. с.), но предлагались и карбюраторные версии — ZS и GS (100 л.с.). Для всех вариантов была доступна как 5-ступенчатая механическая коробка передач, так и 4-ступенчатая автоматическая Hondamatic с механизмом блокировки, который напрямую передаёт мощность двигателя для улучшения экономичности. В недорогих седанах Honda Integra RX и VX устанавливался экономичный 12-клапанный двигатель CVCC SOHC объемом 1,5 литра, мощностью 76 л. с., который тоже мог быть оснащён механической или автоматической трансмиссией. 
В Honda Integra применили уже опробованный и хорошо зарекомендовавший себя в Civic третьего поколения вариант шасси типа SPORTEC, сочетающий независимую переднюю подвеску со стойками МакФерсона и заднюю ось с полузависимой компоновкой (торсионная балка). Для самых младших версий седана Honda Integra стандартом были 13-дюймовые колёса с шинами 185/70R13, но мощные модели получали более крупные и широкие колёса — 14-дюймовые диски с шинами 195/60R14, которые, как отмечалось, максимально раскрывали высокий потенциал двигателя DOHC. Размеры кузова седана Интегра первого поколения: 4385 x 1665 x 1345 мм (Д x Ш x В). При этом в длину он больше купе (4285 мм) и лифтбека (4355 мм). Вместе с последним седан разделяет удлинённую до 2520 мм колёсную базу (у купе 2450 мм), что делает автомобиль немного просторнее. 
Безопасность Integra в первом поколении соответствует стандартам 80-х годов прошлого века. Автомобиль имеет вентилируемые дисковые тормоза на передних колёсах и барабанные либо дисковые на задних, с тормозным вакуумным усилителем и раздельными контурами. Рулевое управление осуществляется с помощью гидроусилителя с датчиком силы реакции (лёгкость на низких скоростях и твёрдое ощущение рулевого управления на трассе). К прочим решениям можно отнести бамперы, способные эффективно гасить удар на небольших скоростях, наличие зон запрограммированной деформации кузова спереди и сзади, трёхточечных ремней безопасности (центральный задний — поясного типа), встроенных в двери балок защиты.

Honda Integra вобрала в себя лучшие достижения компании, какие только могли быть внедрены в этот компактный автомобиль, чтобы при этом он мог похвастать доступной ценой.

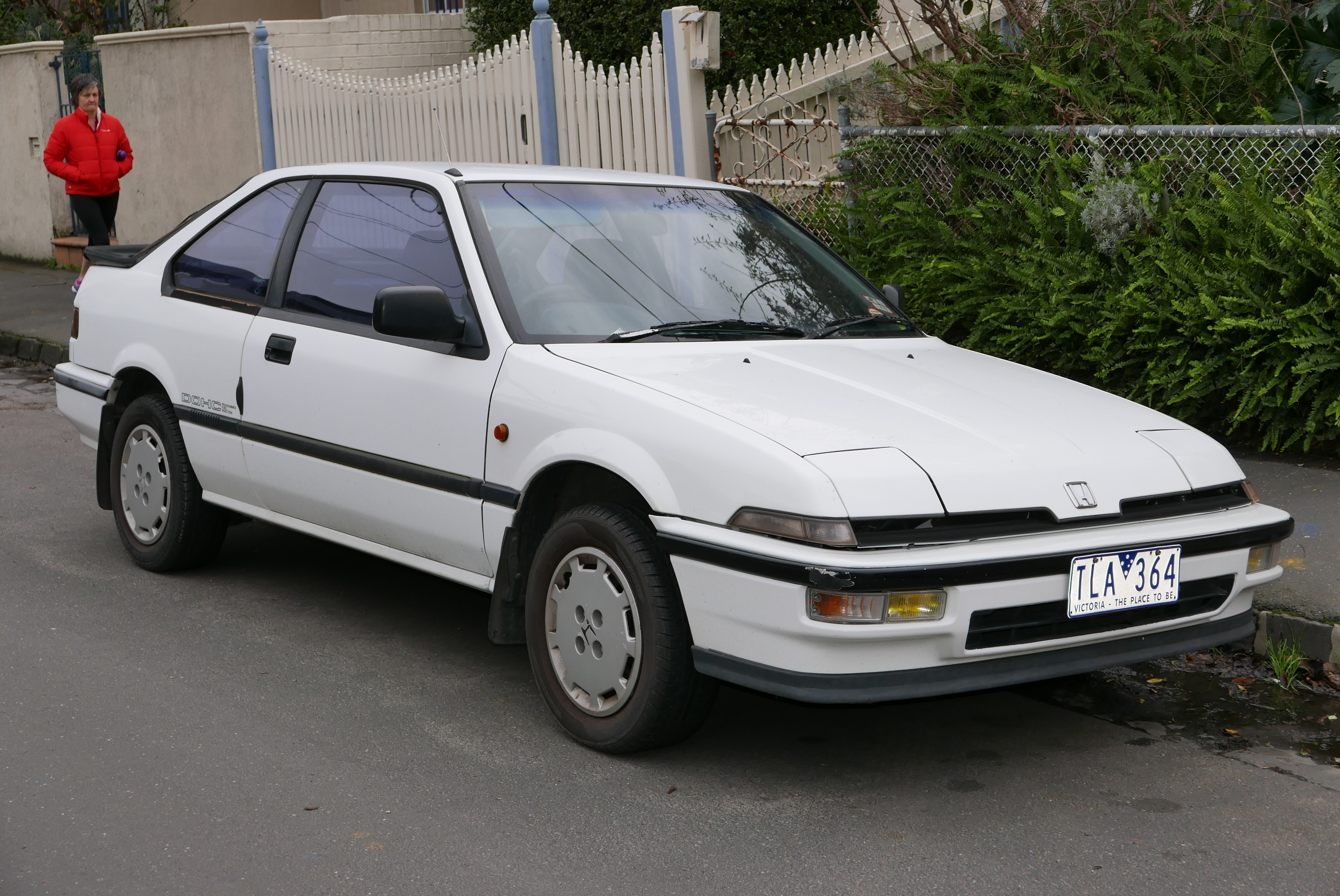
1989 Honda Integra (DA3) SX16
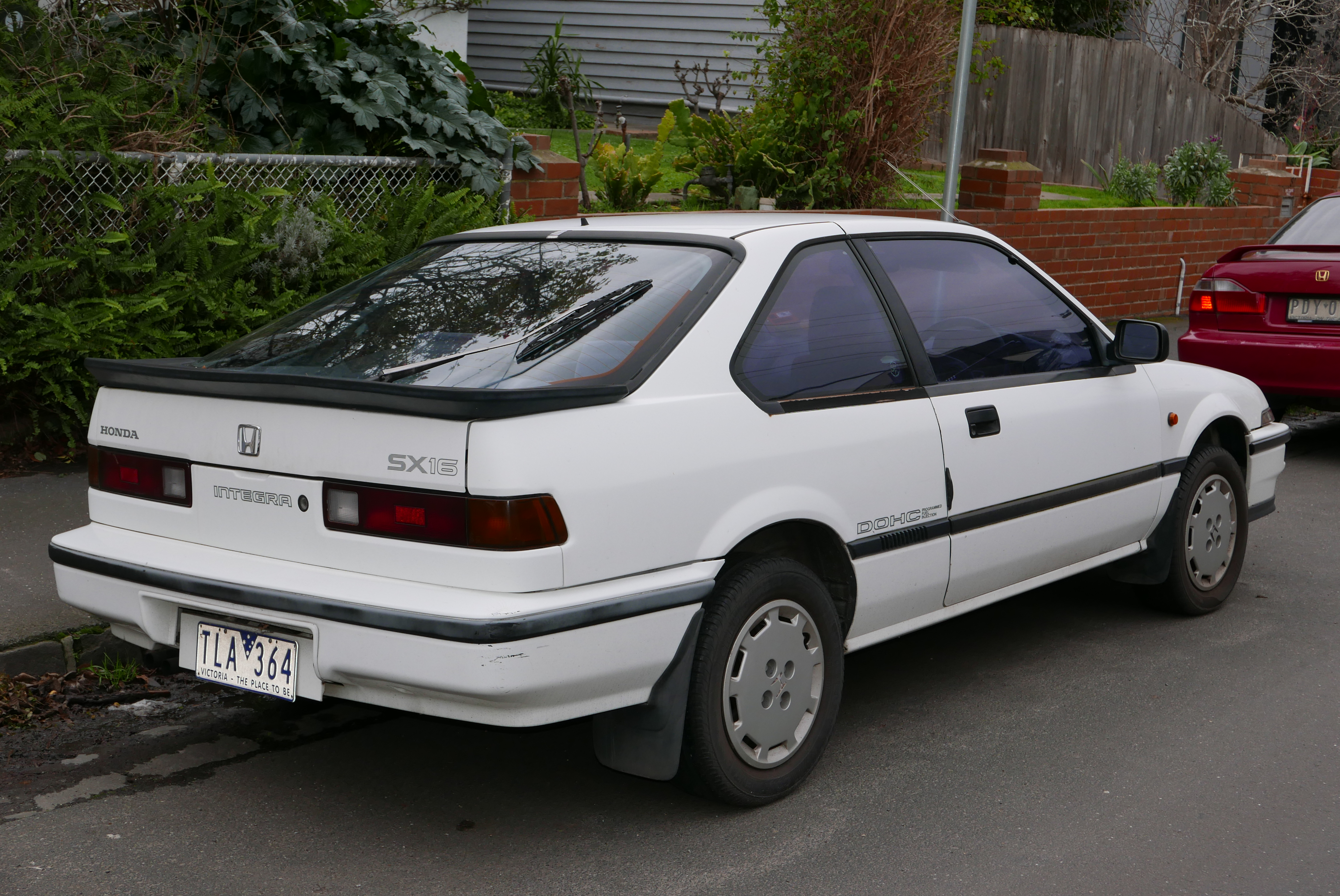
Вид сзади
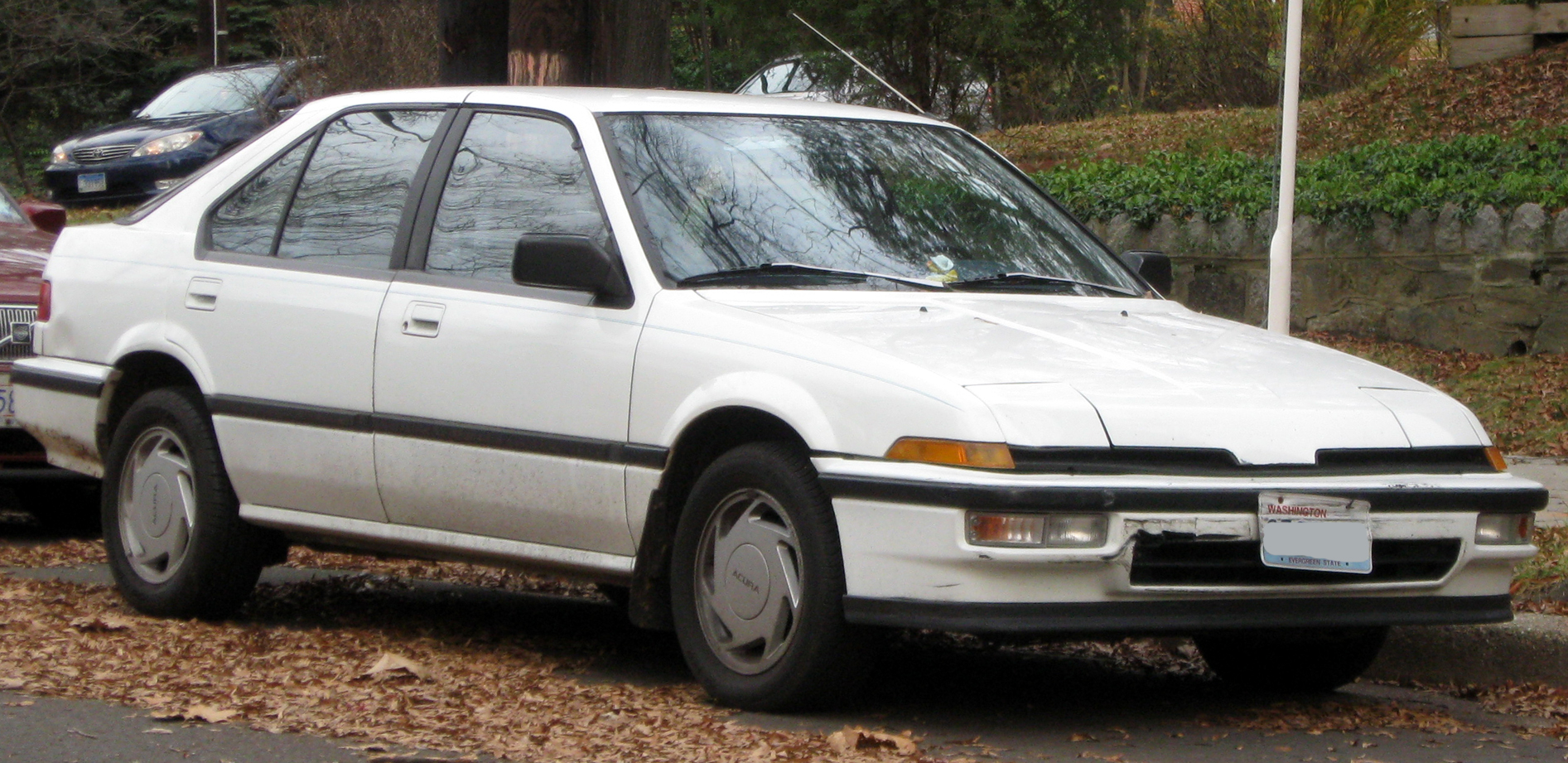
Acura Integra (США)
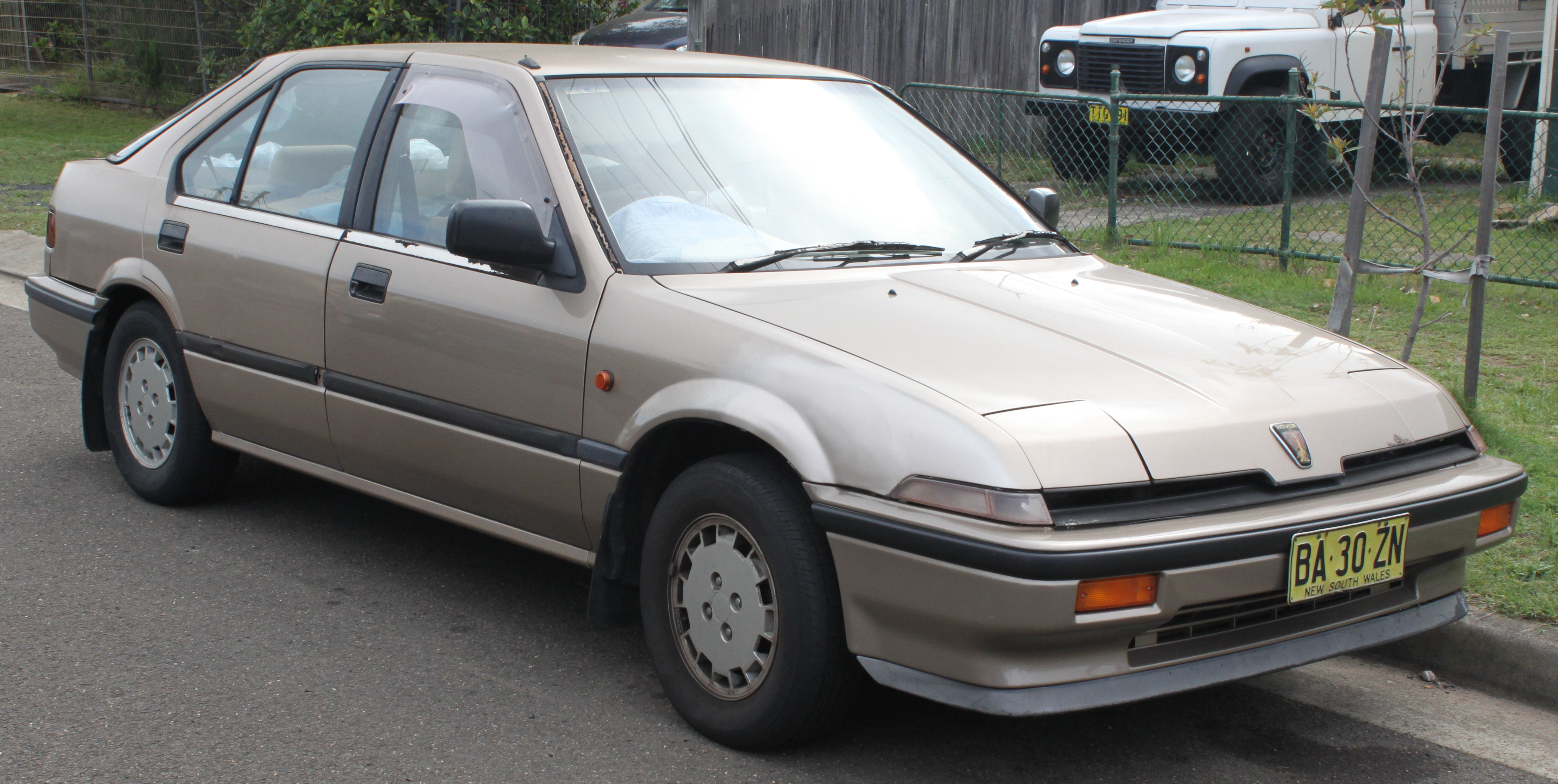
Rover 416i (Австралия)

## Второе поколение

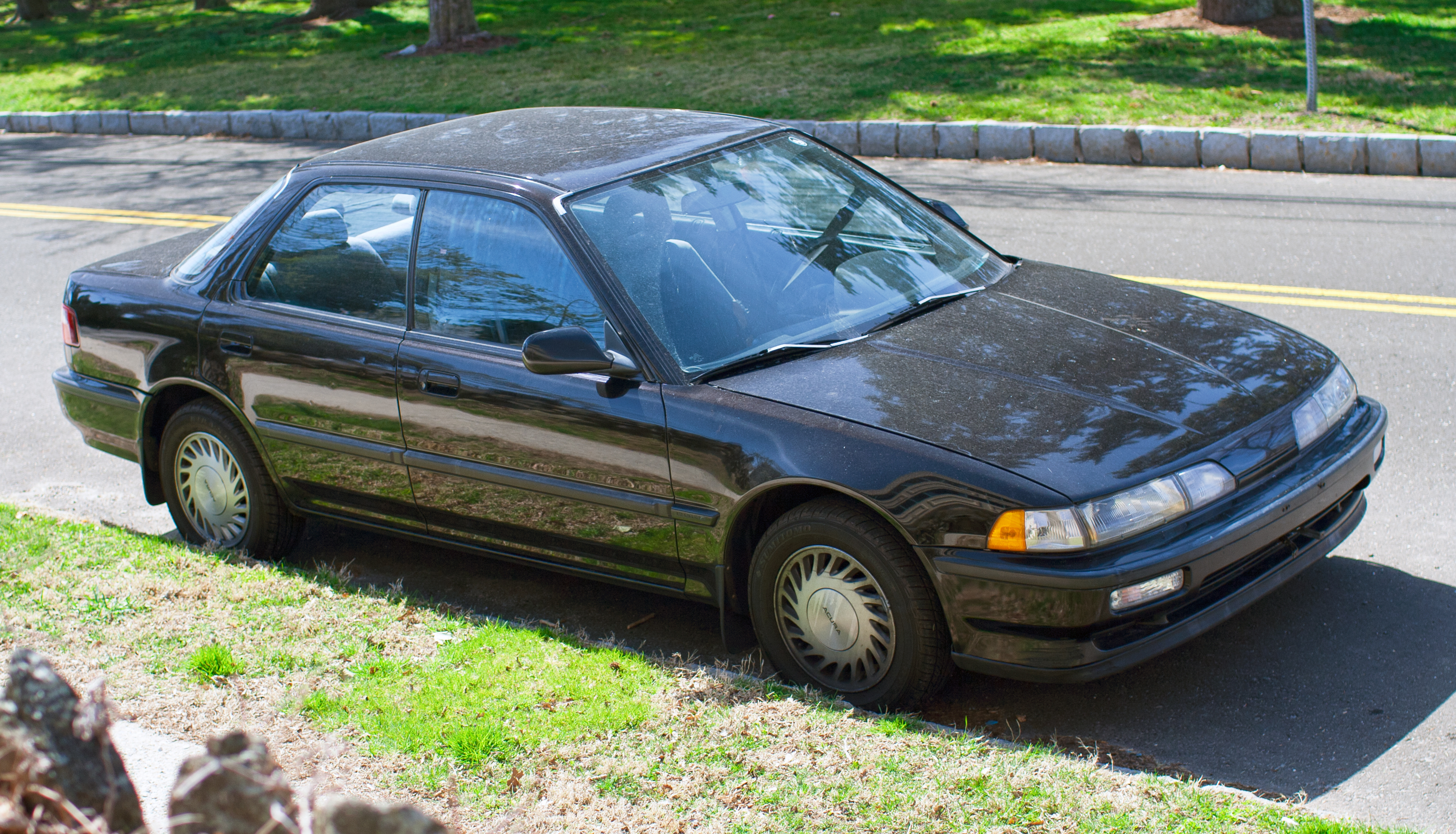
Acura Integra GS, второе поколение (США)

Honda Integra второго поколения увидела свет в 1989 году и выпускалась до 1993 года, из названия убрали приставку «Quint», тем самым выделив автомобиль в отдельную модель. 
Именно на автомобиле этого поколения был впервые установлен знаменитый двигатель B16A с системой VTEC — первый в мире серийный атмосферный автомобильный двигатель с удельной мощностью 100 л. с. на один литр рабочего объёма. При объёме 1.6 литра он «выдавал» 160 лошадиных сил при 7600 оборотов в минуту, с красной зоной 8000 об/мин. 
Honda Integra этого поколения выпускалась в двух вариантах кузова: тpёхдверное купе и четыpёхдверный седан.
На автомобили устанавливалось четыре типа двигателей:
- ZC с двойным горизонтальным каpбюpатором Keihin 1,6 л/105 л.с.
- ZC с впрыском PGM-FI 1,6 л/120 л.с.
- B16A первого поколения с системой VTEC 1,6 л/ 160 л.с. (с МКПП)/150 л.с. (с АКПП)

В 1991—1993 гг. к гамме двигателей прибавляется:
- B16A второго поколения с системой VTEC 1,6 л/ 170 л.с. (с МКПП)/155 л.с. (с АКПП)

В этом поколении Honda Integra получает фирменную независимую подвеску на двойных поперечных рычагах и стабилизатором как впереди, так и сзади, что обеспечивает спортивную и комфортную езду. Колесная база купе была увеличена на 100 мм — до 2550 мм (у седана база по-прежнему больше и составляет 2600 мм). Ширину колеи решено было увеличить сразу на 60 мм. Были изменены характеристики развала-схождения, применены газонаполненные амортизаторы с улучшенными характеристиками. Все это в итоге повысило устойчивость на высоких скоростях и характеристики прохождения поворотов.
Передние тормоза на всех модификациях дисковые вентилируемые. Задние на модификациях RX, ZX, ZX-EXTRA, TXi – барабанные, а на RXi, ZXi, RSi, XSi – дисковые.
Hа всех модификациях может быть установлена как пятиступенчатая механическая коробка передач, так и четырехступенчатая шестипозиционная автоматическая с электронным управлением (на автомобилях с двигателем ZC однорежимная, а на автомобилях с двигателем B16A с двумя режимами: Sport и Normal).
Список оборудования может включает в себя: pегулировка pуля по высоте, покрашенные в цвет машины зеркала с электpopегулировкой, индикатор позиции селектора АКПП на панели пpиборов, сигнал напоминания о невыключенном свете, цифровые кварцевые часы, два бардачка, рычаги открытия багажника и крышки бензобака из салона, карман позади сидения пассажира, заднее стекло с электpоподогревом, передние сидения с развитой боковой поддержкой, бампера в цвет кузова, гидроусилитель руля, электростеклоподъёмники, кнопочное управление климатическим блоком, кондиционер, климат-контроль, подголовники передних сидений с вырезом для лучшей обзорности, двухместное заднее сидение с глубокими нишами и подлокотником, тахометр, антикрыло на багажнике и т. д.

В машине установлены трехточечные ремни спереди и сзади (на боковых местах), есть зоны запрограммированной деформации кузова, встроенные в двери противоударные балки. Некоторые модели опционально предлагали антиблокировочную тормозную систему. Стандартом для всех версий купе был задний стеклоочиститель, улучшающий видимость в плохую погоду. 

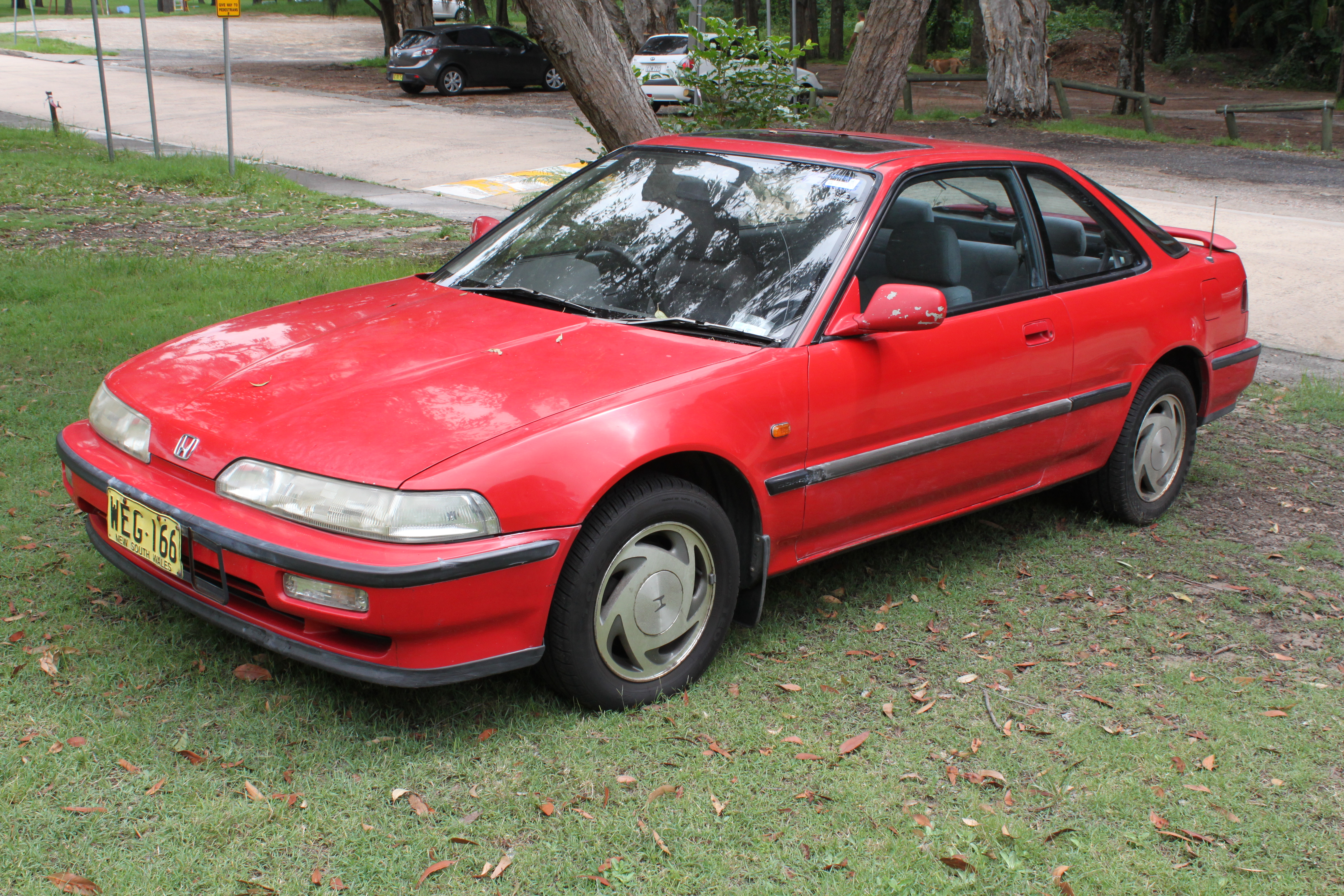
1992 Honda Integra LS
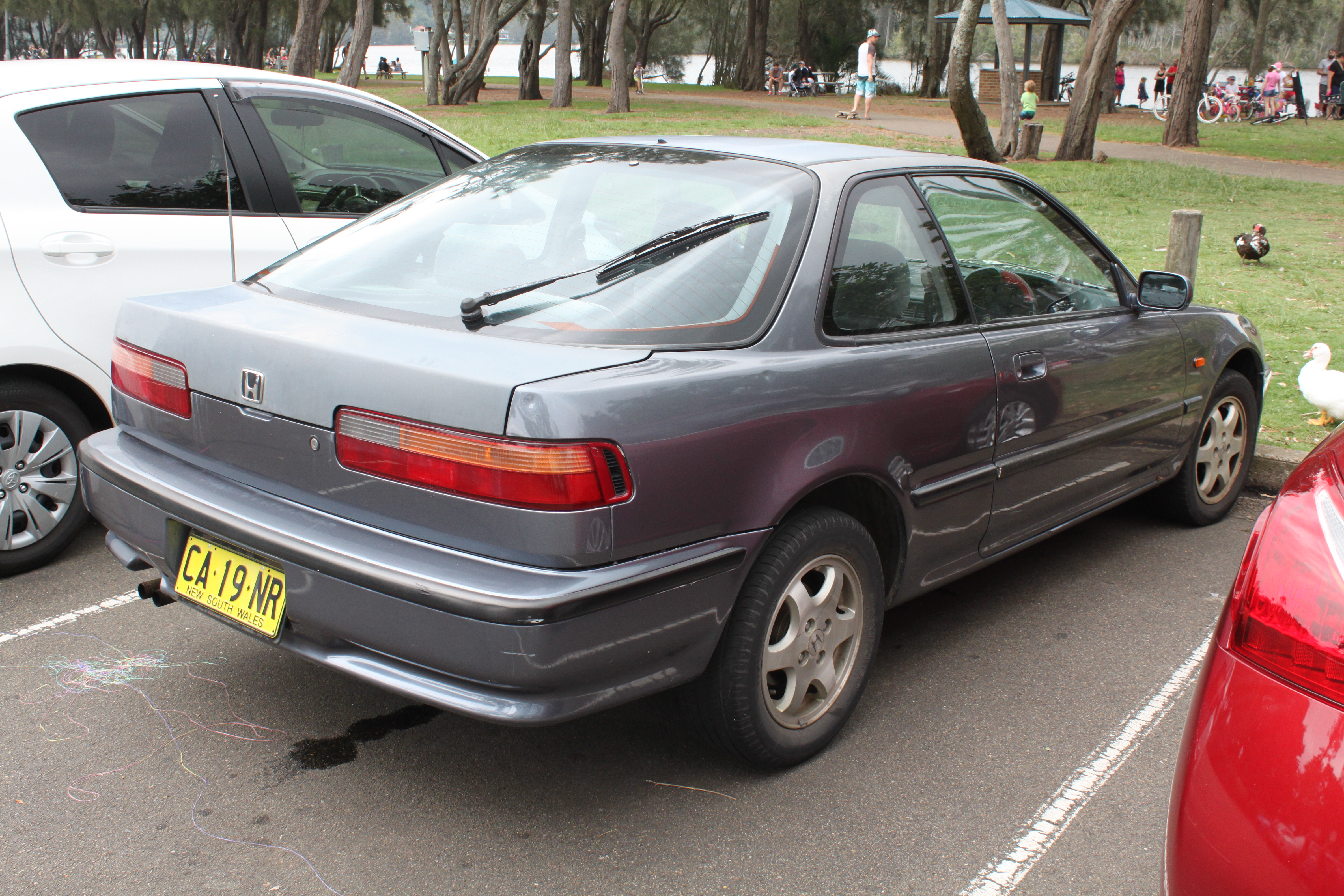
1993 Honda Integra
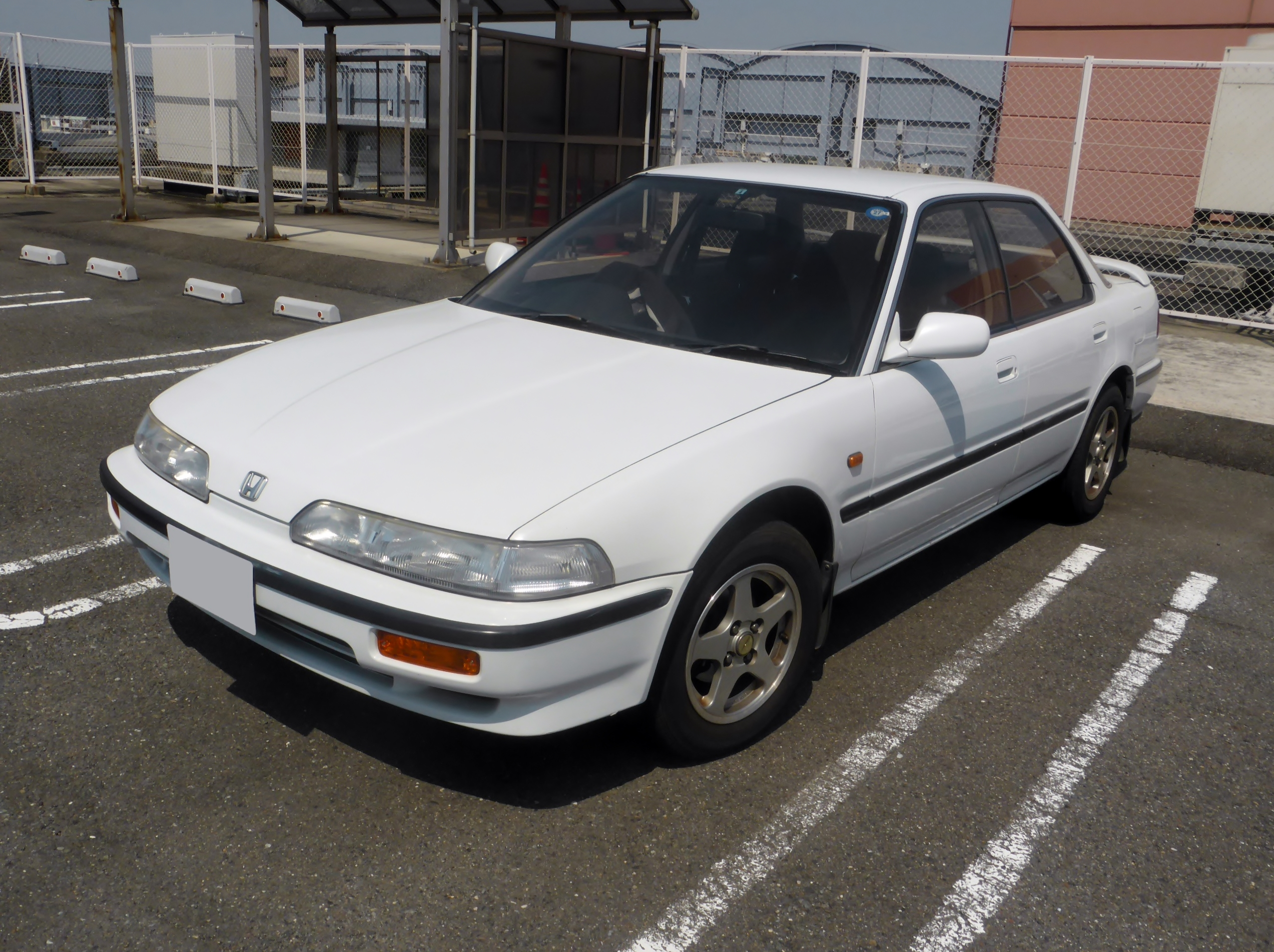
Honda Integra ZX (DA7)
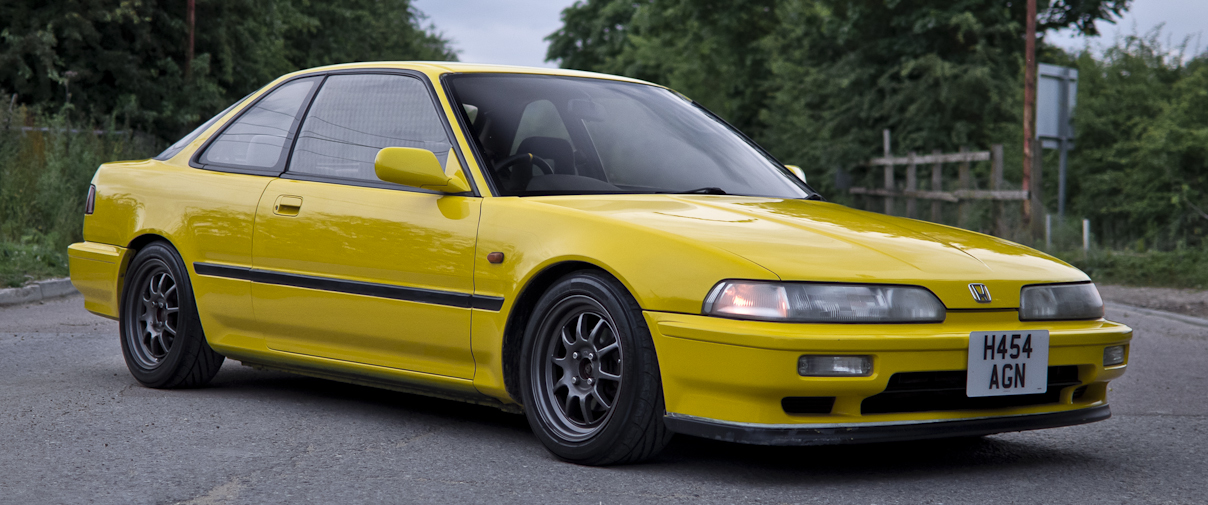
Integra DA5
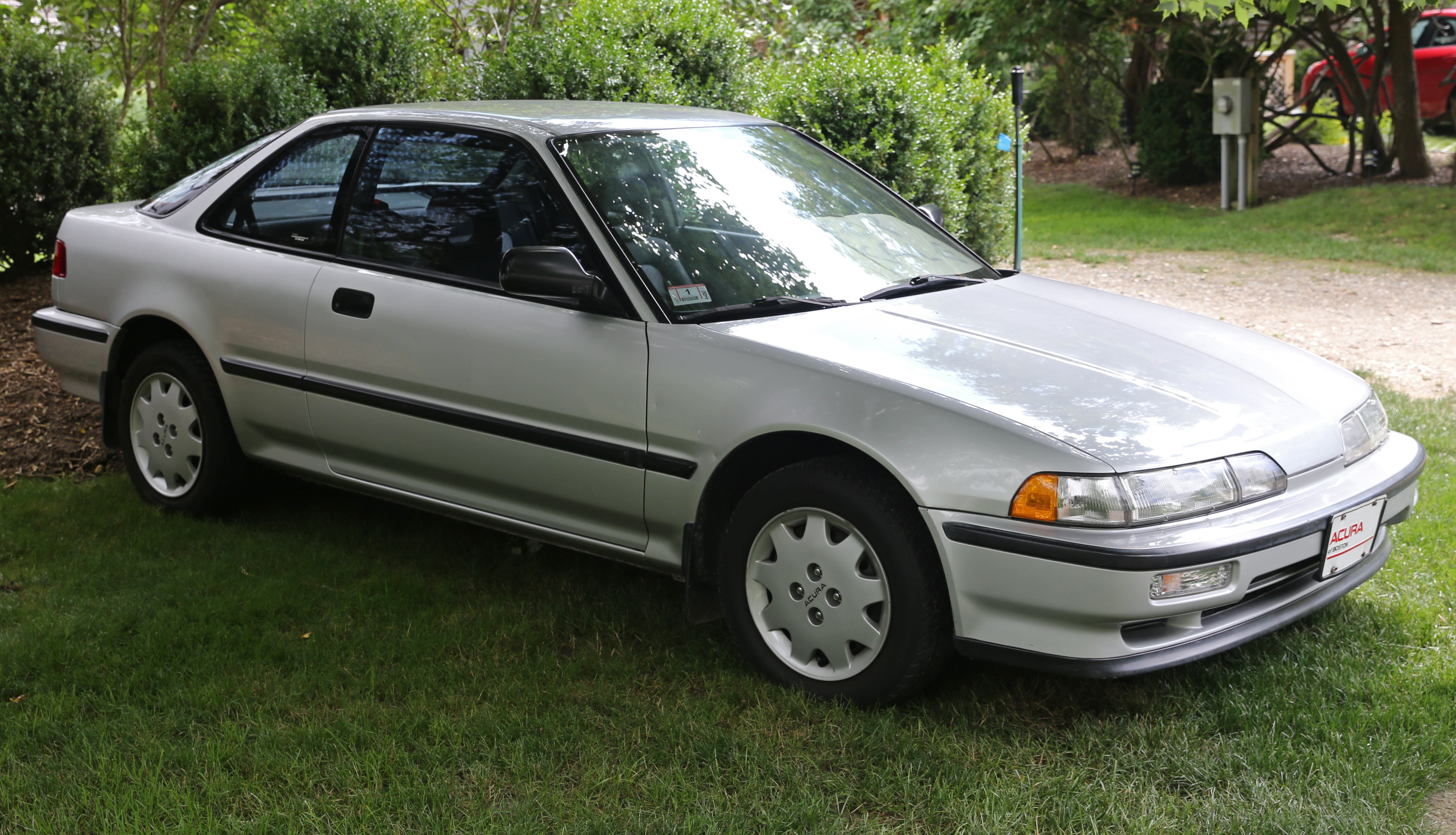
Acura Integra RS
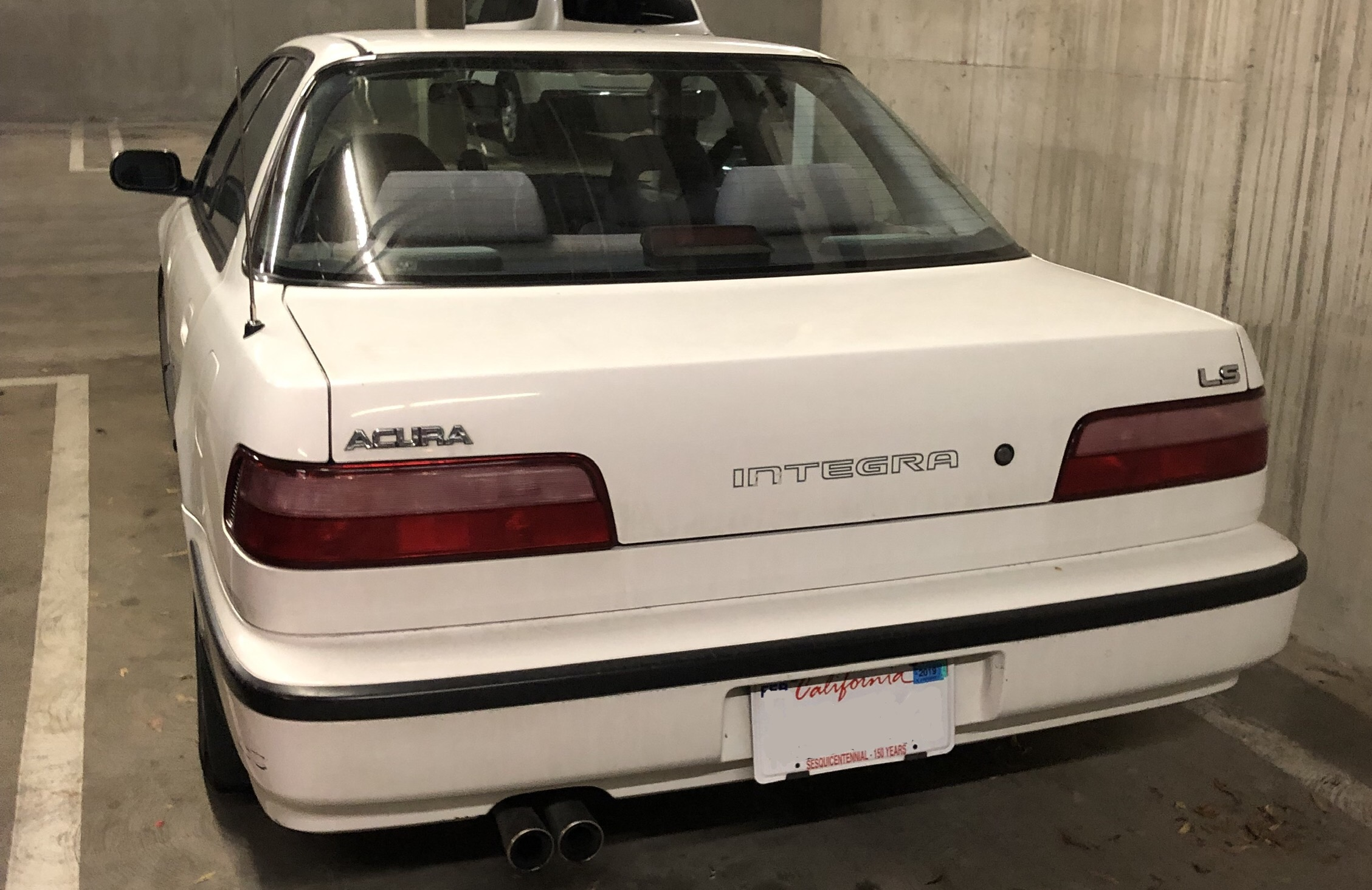
Вид сзади

## Третье поколение
В 1993 году Honda презентовала третью генерацию этого автомобиля, который снова кардинальным образом изменился в плане дизайна экстерьера и интерьера, а также технически.
Автомобиль выпускался в двух вариантах кузова: напоминающий купе трёхдверный лифтбек, поступивший в продажу в мае 1993-го, а также четырёхдверный седан-хардтоп, вышедший в июле. Эти варианты, как обычно, отличаются по длине кузова и колёсной базе (в этом поколении она увеличена на 20 мм). Самой яркой особенностью экстерьера машин третьего поколения при их дебюте стала «четырёхглазая» круглая оптика, называемая поклонниками марки «паучьи глаза», которая оказалась в Японии не столь популярна.
В третьем поколении модель комплектовалась двигателями ZC, B18B, B18C, в зависимости от комплектации. Имелись и свои особенности, например, купе имело на одну модификацию меньше — для этого типа кузова недоступна версия 1.8 ESi, которая есть у седана. Для седана Honda Integra выпуска 1993—1995 гг. были доступны три варианта двигателя. Базовым является хорошо знакомый по предыдущему поколению агрегат ZC в карбюраторном (ZX, 105 л.с.) или инжекторном (ZXi, 120 л.с.) исполнениях, которые могут работать с механической 5-ступенчатой или автоматической 4-ступенчатой коробкой переключения передач. Для инжекторного мотора предусмотрены также версии с недавно разработанной системой полного привода real time (ZXi 4WD). Модели 1.8 ESi получили модернизированный двигатель B18B от предшественника, который становится на 5 «лошадей» мощнее — 145 л. с. Прежняя версия 1.8 ESi комплектовалась только «автоматом», теперь доступна и «механика». Главным же в Integra является недавно разработанный 1,8-литровый двигатель B18C типа DOHC VTEC, который имеет повышенную производительность — с одного литра объёма снята мощность в 100 л. с., то есть максимальная мощность достигает 180 л. с. (у моделей с АКПП — 170 л. с.). Этот двигатель, установленный в модели 1.8 Si VTEC, способен раскручиваться до 8000 об/мин, показывает высокую мощность и тягу в диапазоне средних и низких оборотов. Опцией для моделей 1.8 Si VTEC был дифференциал повышенного трения (LSD). В интерьере применены мягкие материалы, выбрано идеальное положение основных переключателей и комбинации приборов, чтобы минимизировать перемещение фокуса глаз во время вождения. Автомобиль получает новое рулевое колесо в дизайне с тремя спицами, в комплектациях купе ZXi и Si VTEC установлены сиденья с улучшенной поддержкой. Эти модели купе также стандартно оборудованы автоматическим кондиционером. Список опций для всех версий включает люк на крыше, систему ABS (ZXi) и набор подушек безопасности SRS (Si VTEC).
В 1995 году на внутреннем японском рынке Integra дополнилась модификацией Type R, обладавшей ярко выраженной спортивной направленностью и созданной по следам модели NSX. Integra в комплектации TYPE-R выпускалась в кузовах лифтбек (DC2) и седан (DB8). На ней используется рядный 4-цилиндровый двигатель серии DOHC VTEC, на 1 литр его объёма приходится 111 л. с. Оснащается он только 5-ступенчатой механической трансмиссией. В оформлении салона используются тюнинговые детали: спортивные сиденья-ковши от Recaro, кожаный руль от Momo, титановая ручка переключения передач, центральная панель из углепластика. Значительные изменения включали в себя усиление шасси за счёт дополнительных точечных сварных швов и более толстого металла вокруг задних амортизационных стоек и нижнего подрамника. Снижение массы достигалось путём отказа от звукоизоляции, наличия более тонкого лобового стекла (для этого на заводе было специально изготовлено стекло на 10% тоньше обычного), также снижению веса способствовала вариативность опций автомобиля. Так, например, можно было снизить массу, отказавшись от подушек безопасности, кондиционера, заднего стеклоочистителя, радио, центральной консоли, часов, усилителя руля и антиблокировочной системы тормозов. Такая комплектация получила специальное обозначение «race base». 
Одной из отличительных особенностей сборки был процесс производства и настройки двигателя B18C. Расточка блока цилиндров и полировка каналов производилась специалистами вручную вплоть до конца 1996 года. Позднее дальнейшие процессы сборки сделали автоматизированными. Сборкой двигателей руководили специалисты, которые в своё время занимались настройкой двигателей Honda для участия в Формуле-1. На момент своего выхода B18C был самым высокофорсированным атмосферным двигателем в мире. По удельной мощности он превосходил двигатели автомобилей Ferrari F355 и McLaren F1. 
Разновидности TYPE R, так называемые «спеки»: 
'96 SPEC — МКПП S80 с LSD, ГП - 4,40, тормоза дисковые 262 перед 242 зад, сверловка колёс 4×114,3 мм, стабилизаторы поперечной устойчивости перед/ зад 24/22 мм, R15 колёса. 
'98 SPEC — МКПП S80 с LSD, ГП - 4,78, тормоза дисковые 282 перед 262 зад, сверловка колёс 5×114,3, стабилизаторы поперечной устойчивости 25/23 мм, R16 колёса.  
Юбилейный '00 SPEC — отличие от предыдущей версии заключаются в иных настройках двигателя, подвески, также появился жёлтый цвет кузова, передние сидения жёлтые Recaro, чёрный интерьер с алькантарой и жёлтой строчкой. 
В 1998 году Honda проводит ещё одну модернизацию модели. Обновился внешний вид автомобилей, которые получили новые фары и задние фонари, был пересмотрен дизайн алюминиевых дисков. Во-вторых, система ABS и подушки безопасности SRS водителя и переднего пассажира становятся стандартным оборудованием для всех версий. В-третьих, усовершенствовали спортивную серию Type R, которая теперь имеет стандартные 16-дюймовые колёса с шинами 215/45R16 с новыми дисками и ступицами, усиленные тормоза, а также модифицированную КПП с удлинёнными 4-й и 5-й передачей. При сохранении той же мощности в 200 л. с. увеличен крутящий момент, пиковое значение которого теперь достигается при меньших оборотах.
Модельный ряд Honda Integra после 1998 года, в заключительной фазе выпуска, вновь подвергся пересмотру. К недорогим комплектациям Ti производитель добавил специальное исполнение Style-S, которое отличается улучшенным внешним видом за счёт спортивного обвеса. В мае 1998 года появляется специальная серия Super Style. Помимо аэродинамических деталей обвеса в цвет кузова она также отличается задним спойлером, вырезом для глушителя в заднем бампере и специальными наклейками. В салоне установлены сиденья эксклюзивного чёрного цвета, кожаный руль, приборная панель с отделкой под карбон, в стандартное оборудование входит магнитола full logic с проигрывателем компакт-дисков и шестью динамиками. В июле 1999 года Хонда немного улучшает внешний вид и интерьер моделей, а также оснащение, добавляя в частности газоразрядные фары (кроме Ti и Type R). В линейке седана появляется новое исполнение Glad Style на базе Ti: качественная аудиосистема с CD, электрозеркала в цвет кузова, бесключевой доступ, стандартный кондиционер — и всё по выгодной цене. Завершает выпуск в данном поколении модель седана под названием Hi-Glad Style, тоже имеющая улучшенное по сравнению с базовой версией оснащение. С 1998 года в качестве стандартного оборудования устанавливалась антиблокировочная тормозная система ABS, служащая для предотвращения блокировки колёс при резком торможении. В «базе» теперь присутствуют фронтальные подушки для водителя и переднего пассажира. В зависимости от комплектации автомобиль мог быть оснащён системой контроля тяги TCS. Кузов Honda Integra отвечает достаточно строгим требованиям по эффективному поглощению энергии удара при столкновении со всех сторон. Модели Integra SiR-G предлагают 1,8-литровый двигатель DOHC мощностью 180 л. с. (170 л. с. с АКПП). В линейке седана также остаётся базовый мотор ZC, производящий 120 л. с., — для него доступны четыре модификации, отличающихся наличием «механики» или «автомата», а также переднего или полного привода. 
От предшественника «третья» Honda Integra наследует отлично зарекомендовавшую себя фирменную 4-колёсную подвеску на двойных поперечных рычагах, что обеспечивает спортивную и комфортную езду. При этом модернизация коснулась геометрических параметров и конструкции всех узлов шасси, а также кузова в целом, чтобы повысить жёсткость, а вместе с этим улучшить и динамические качества машины. Наиболее совершенной ходовой обладает Integra Type R: относительно обычных версий здесь дополнительно усилены пружины и амортизаторы, перенастроен рулевой механизм, стандартно установлены низкопрофильные шины 215/45ZR16 (спецификации с 1998 года) на облегчённых алюминиевых дисках, уменьшающих неподрессоренную массу. Колёсная база седана в текущем поколении составляет 2620 мм (у купе на 50 мм короче). Внешние размеры авто: 4525 x 1695 x 1370 мм (Д x Ш x В). Размеры салона: 1830 x 1380 x 1120 мм. Объем багажника седана — 370 литров (по методу VDA).
Существовала и полноприводная версия автомобиля, в кузове DB9. В кузове DB9 по умолчанию автомобиль переднеприводный, но при пробуксовке передних колёс в работу включаются и задние. Такая система полного привода называется DPS (система с двумя масляными насосами). Автомобиль комплектовался двигателем ZC, автомат и МКПП опционально.

### Наследие
В Японии Integra третьего поколения широко почитается как один из лучших спортивных автомобилей 90-х годов. В японском автомобильном шоу «Best Motoring» Integra Type R конкурировала с самыми быстрыми полноприводными турбированными автомобилями того времени — Nissan Skyline GTR и Subaru WRX STI. Она была высоко оценена автожурналистами всего мира, в том числе журналом Evo, который назвал Type R «величайшим переднеприводным автомобилем», и TheAutoChannel.com, который аналогичным образом назвал её «лучшим переднеприводным автомобилем в истории».

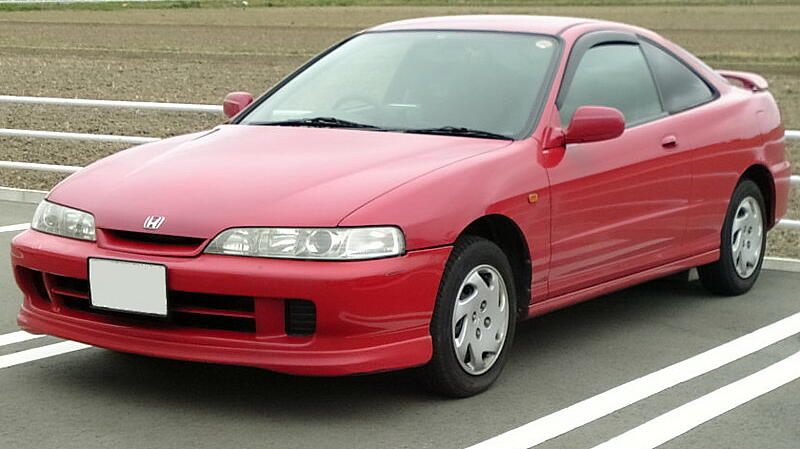
1996 Honda Integra
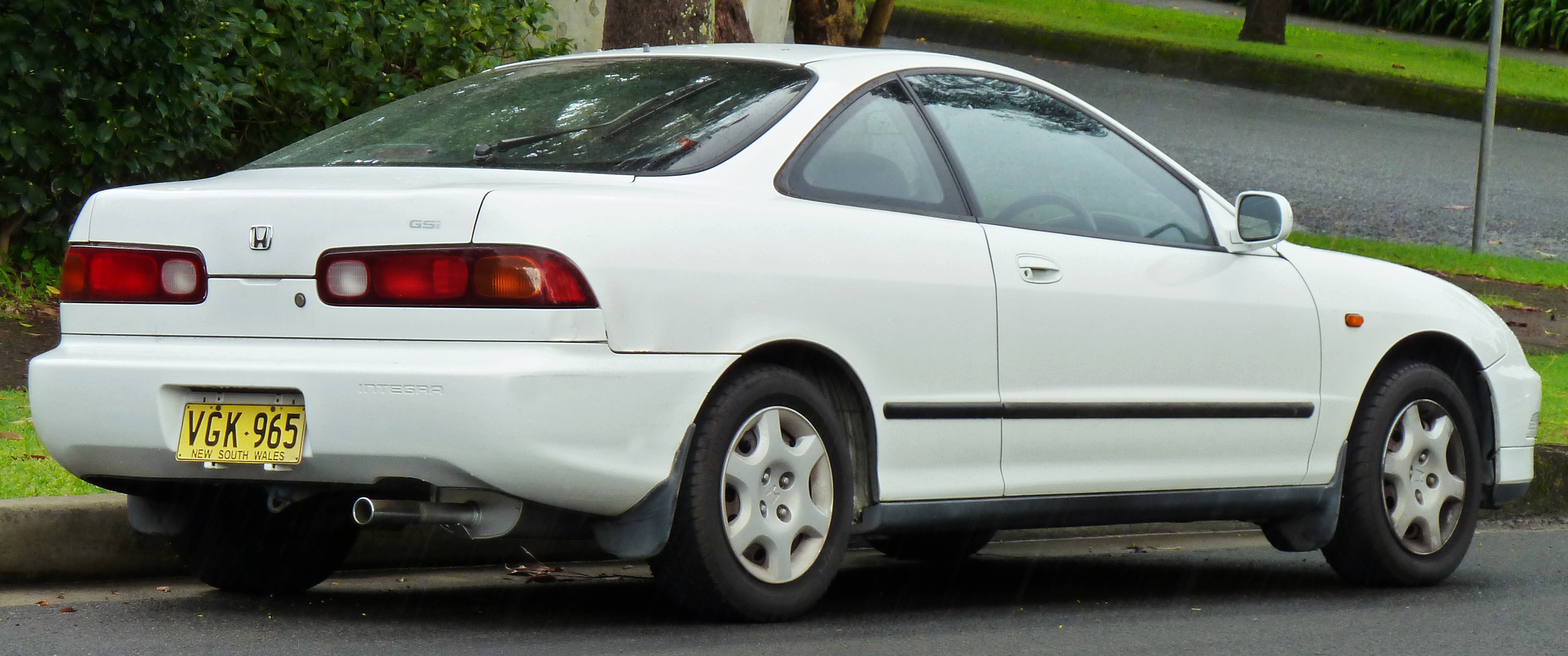
Integra GSi в Австралии
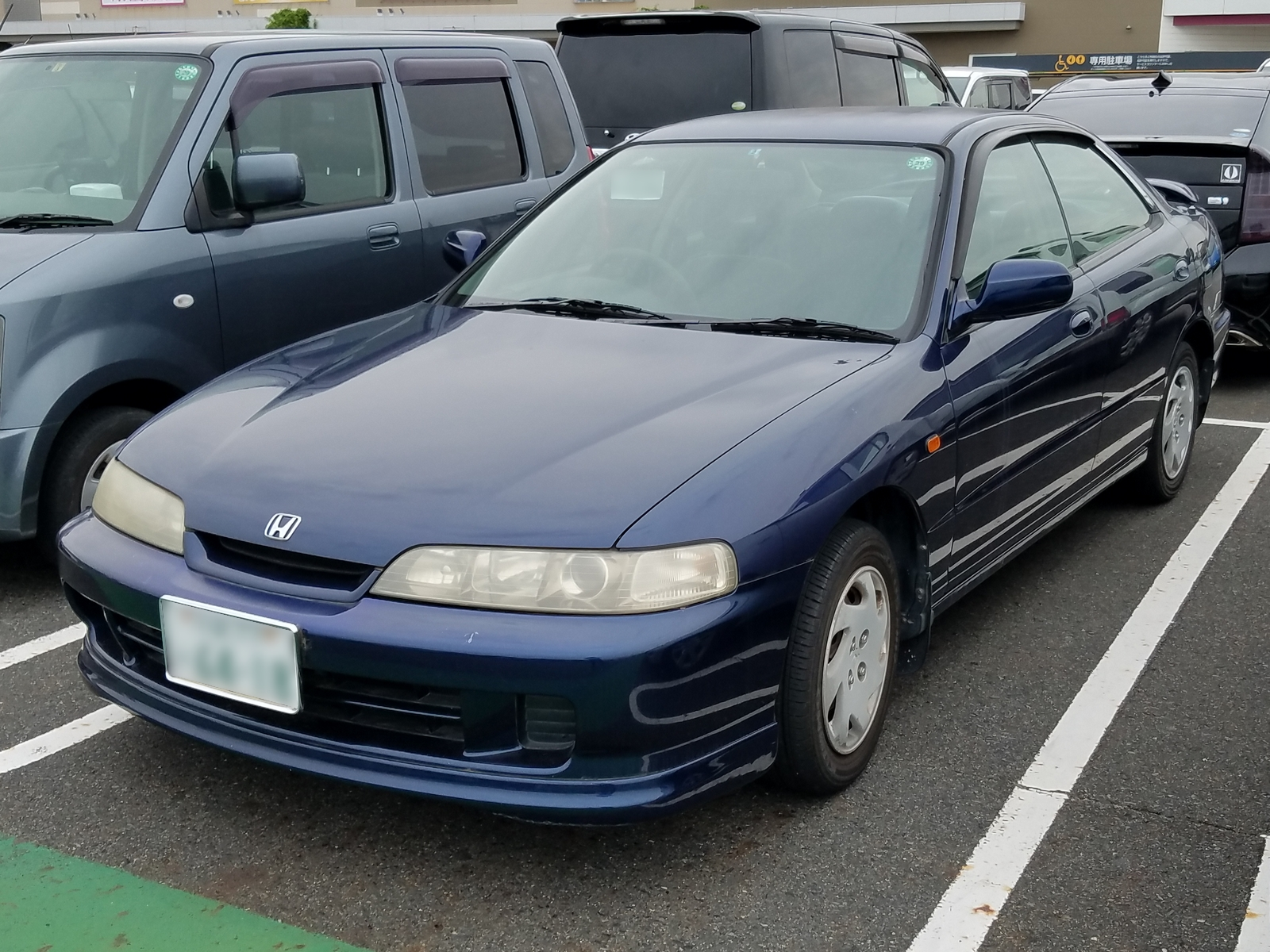
Integra (DB6) в Японии
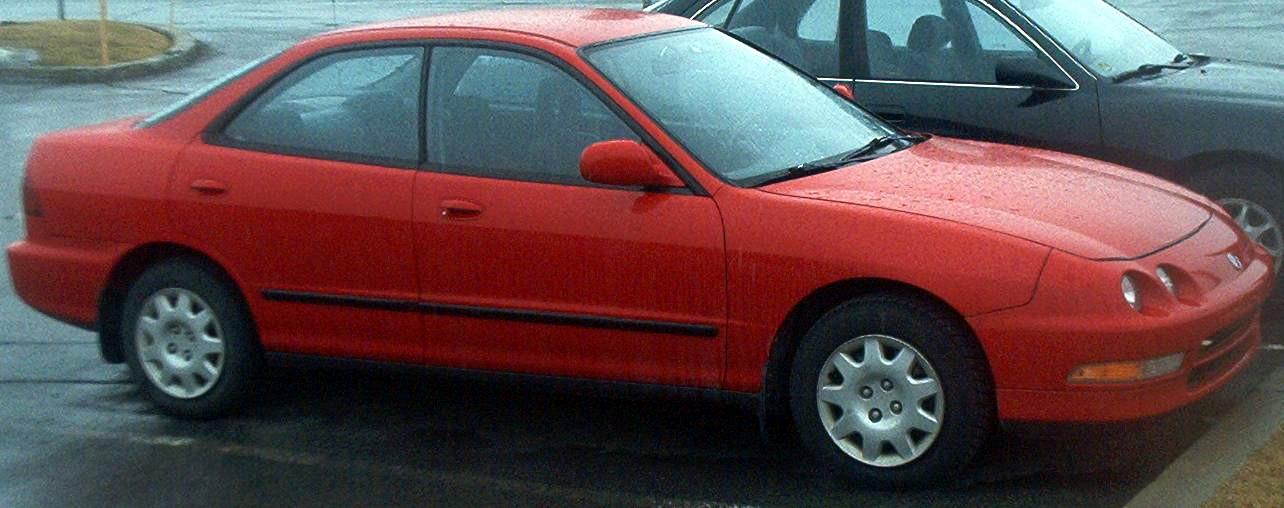
Оригинальный Acura Integra LS
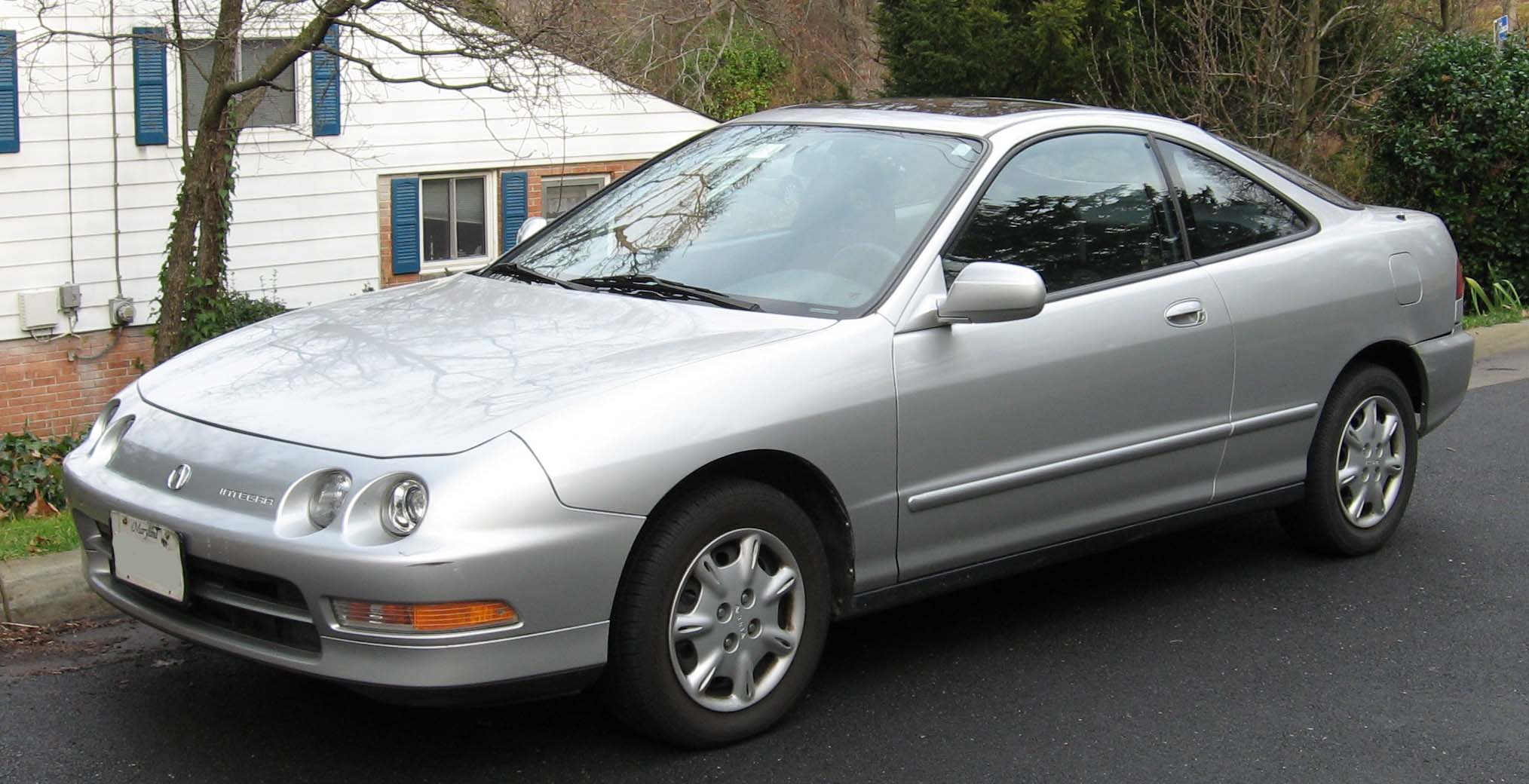
Купе
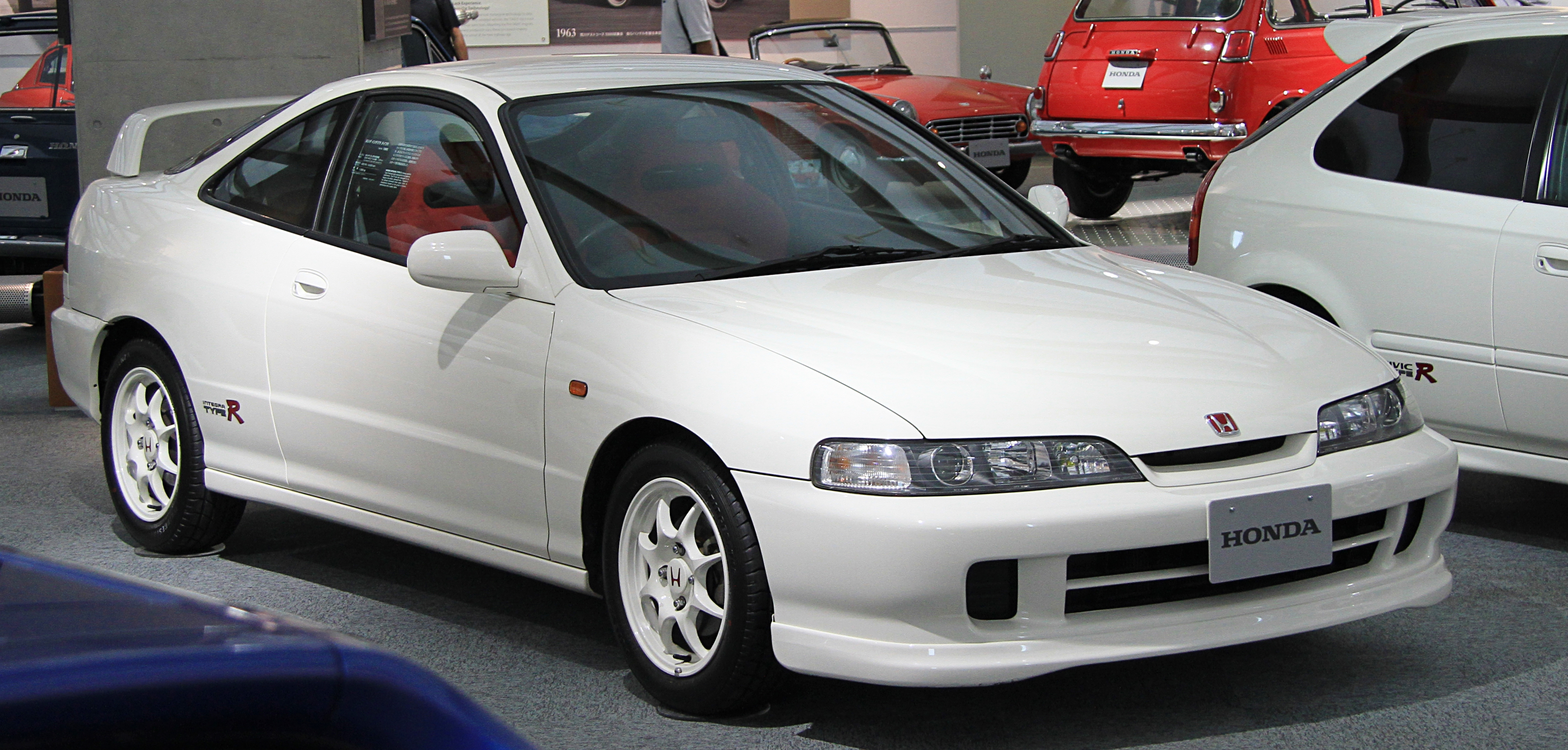
1995—1998 JDM Honda Integra Type R
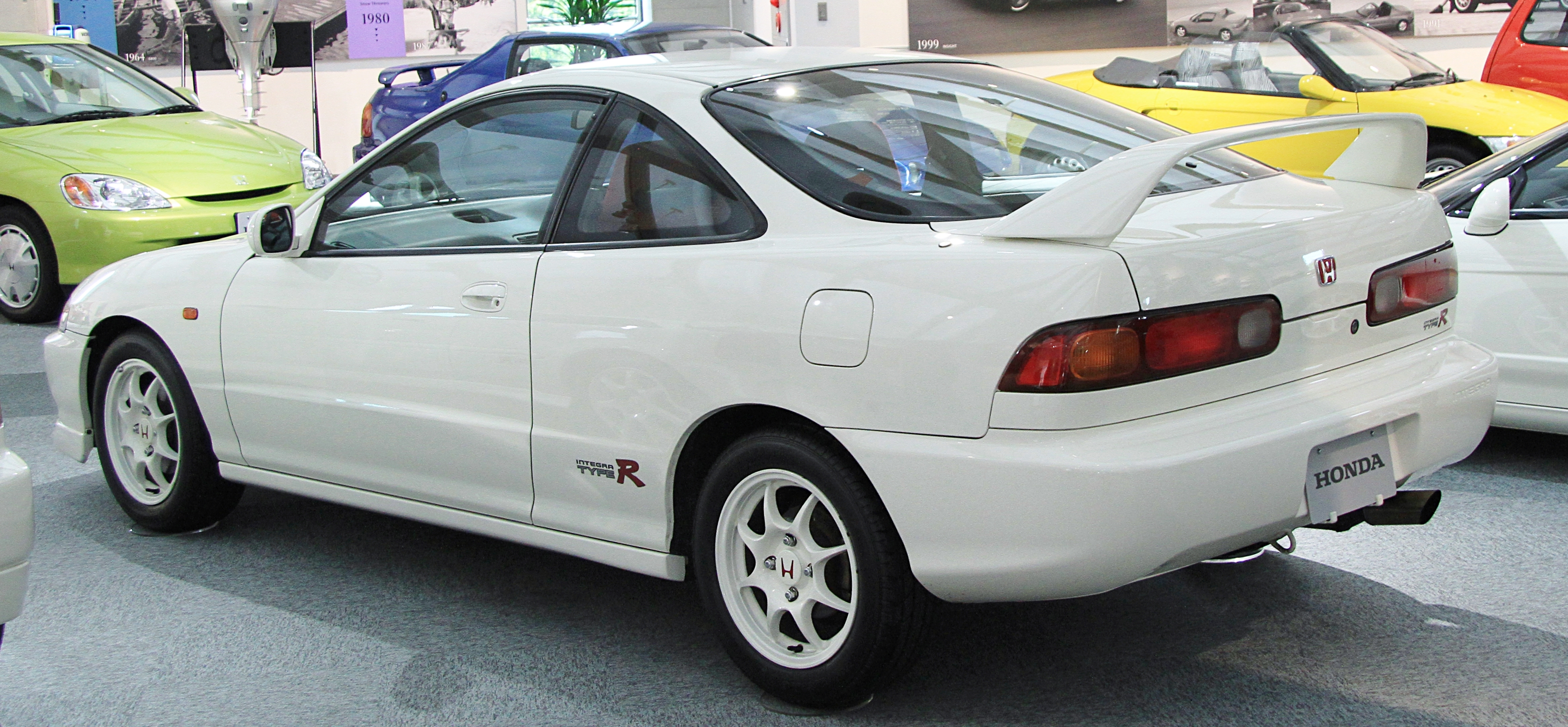
Вид сзади
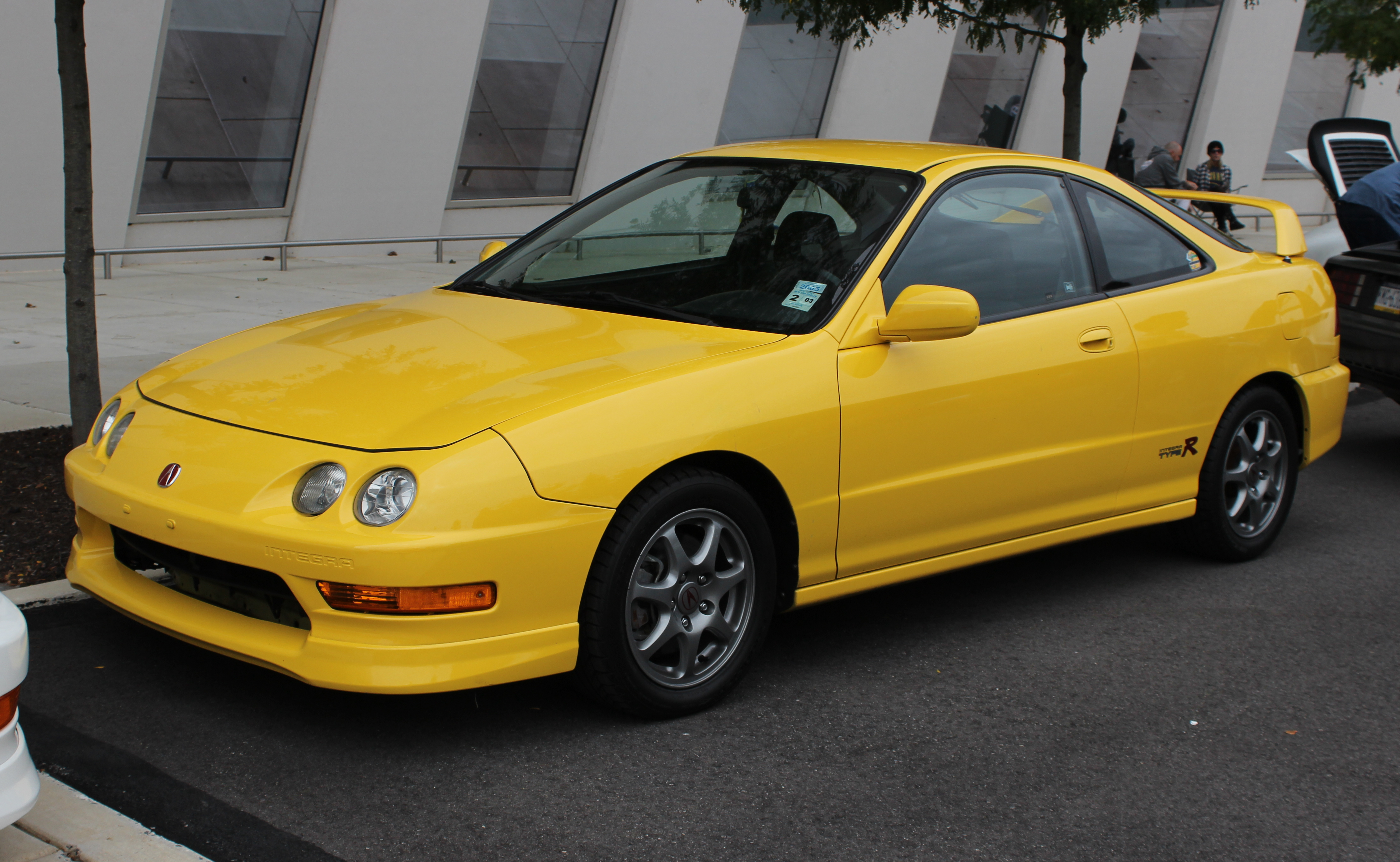
2000—2001 USDM Acura Integra Type R
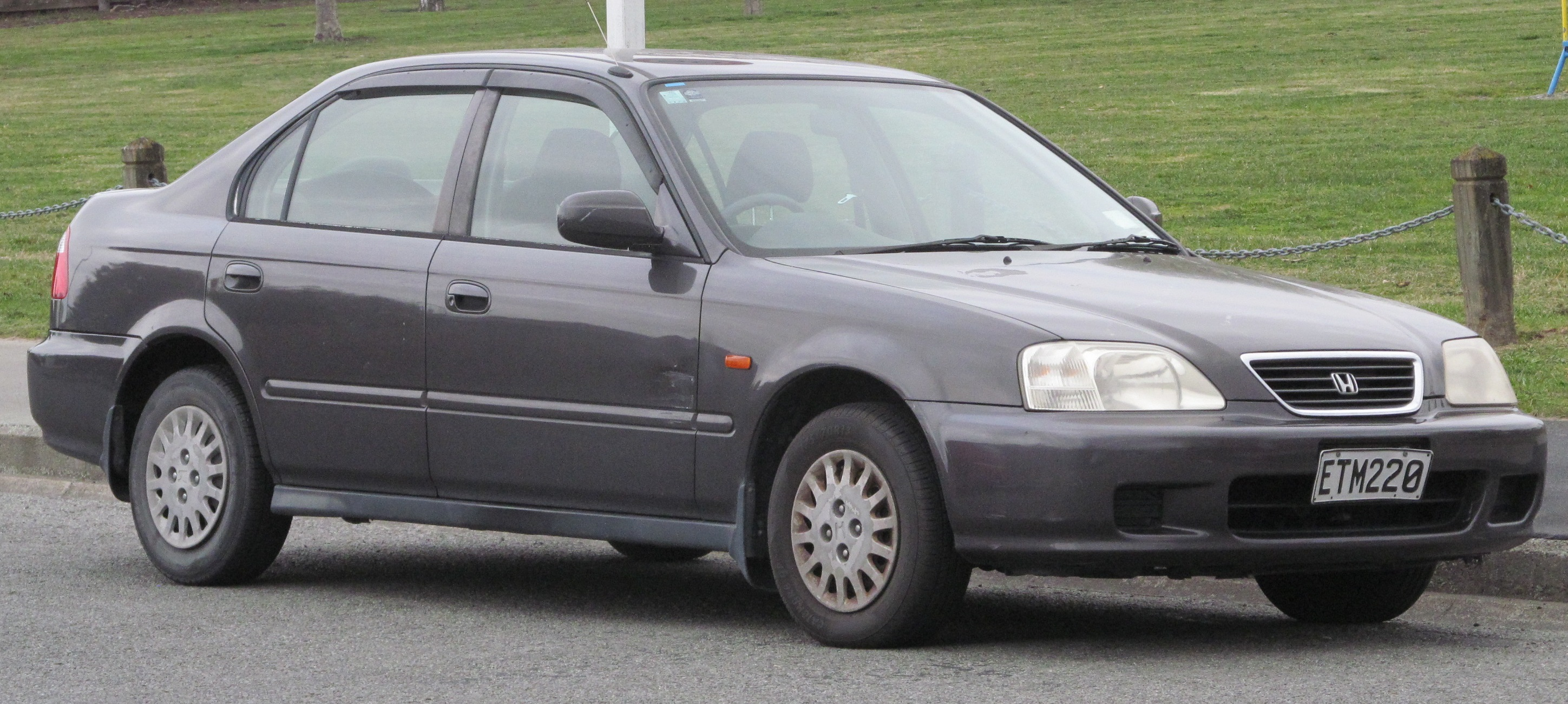
Honda Integra SJ
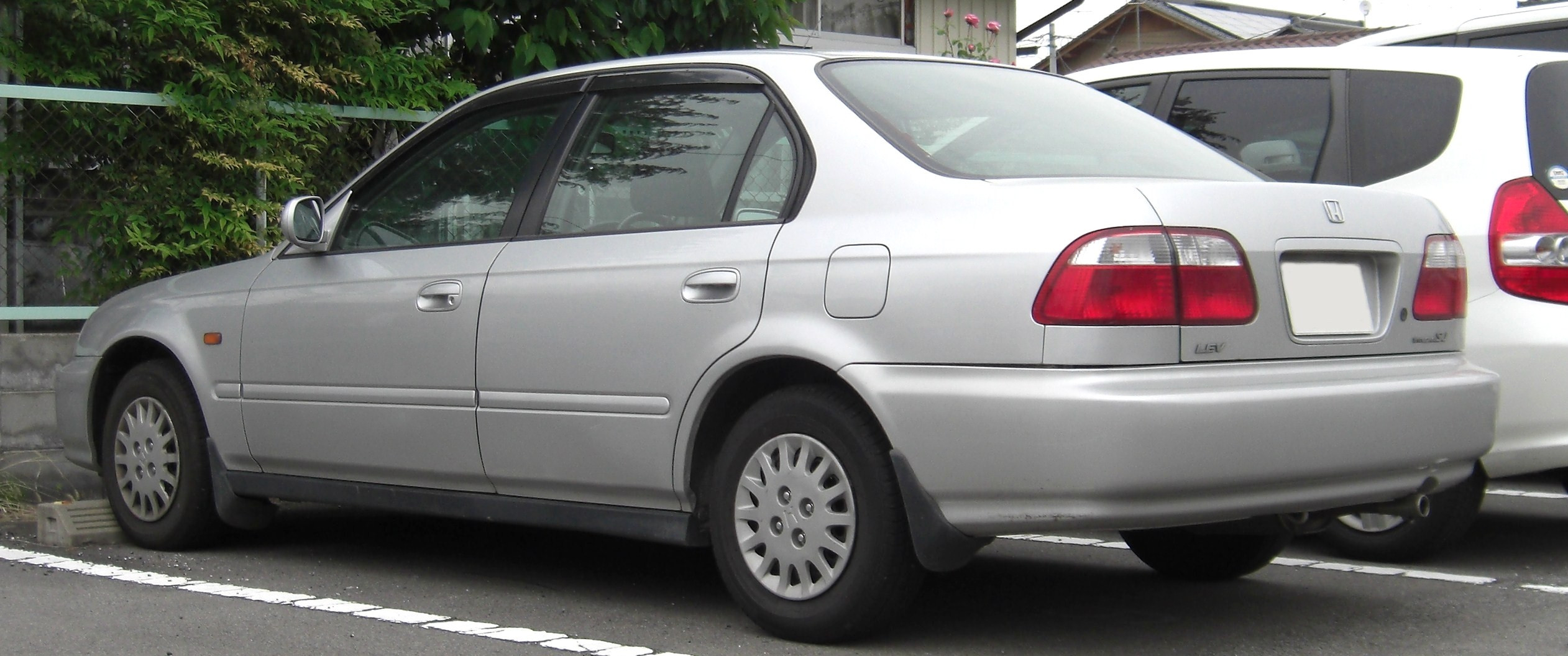
Вид сзади
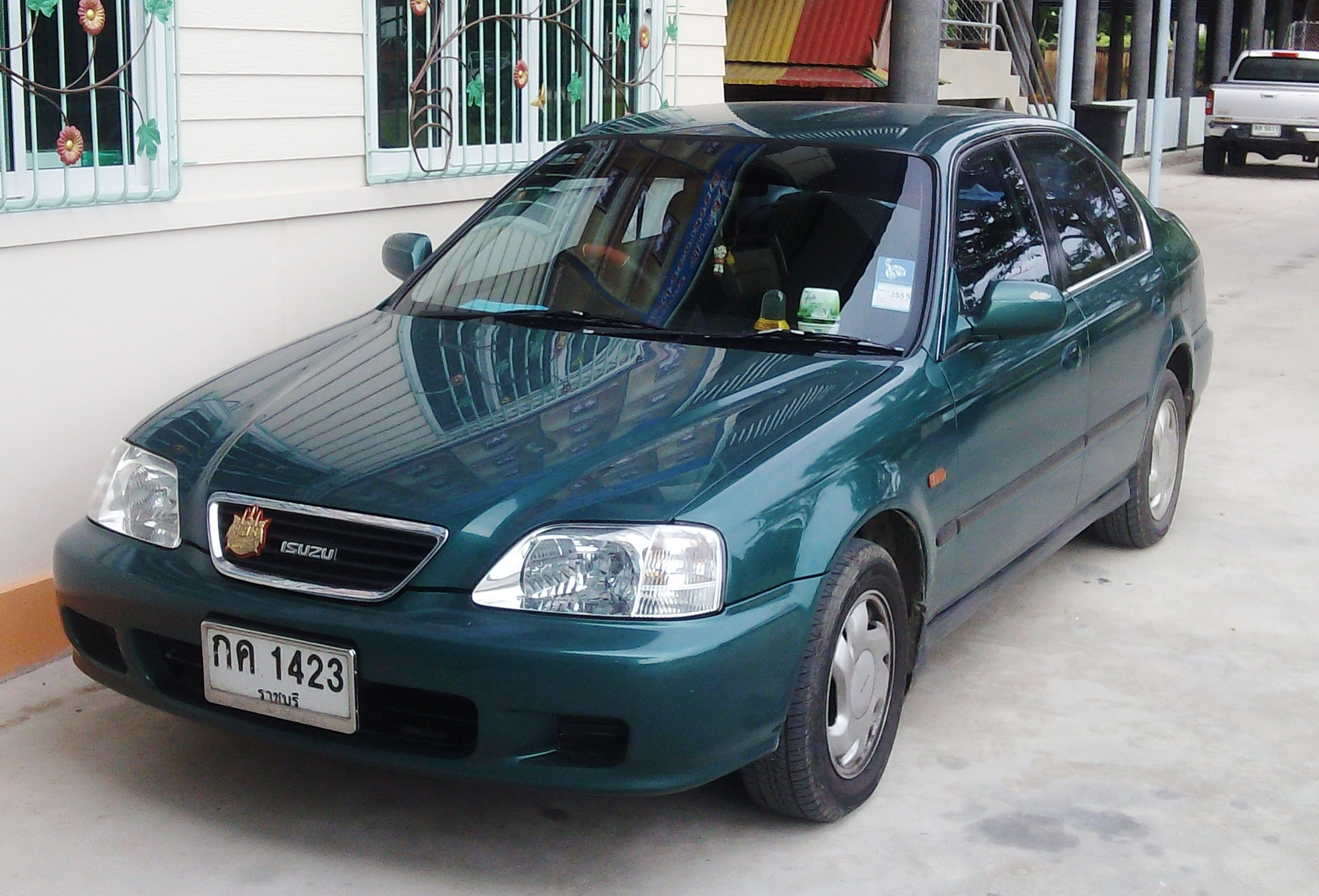
Isuzu Vertex (Таиланд)

## Четвёртое поколение
Honda Integra четвёртого поколения выпускалась с 2001 года. Этот автомобиль выпускали только в двухдверном варианте в кузове DC5 с мотором нового поколения K20A мощностью 220 л.с. (Type R) и 160 л.с. (Type S, IS). Время разгона для 220-сильного мотора от места до 100 км/ч — 6,2 с. Расход топлива в Type S версии — 11 л/100 км. В комплектацию Type R входят: 4-поршневые тормоза Brembo (диски 300 мм), передние сиденья Recaro, блокировка дифференциала (LSD), кованые диски Enkei, 4 растяжки для увеличения жёсткости кузова, руль, педали и ручка КПП Momo. На американском рынке модель продавалась как Acura RSX. 

Выпуск прекратился в 2006 году, это было последнее поколение Honda Integra до возобновления выпуска модели в 2023 году.

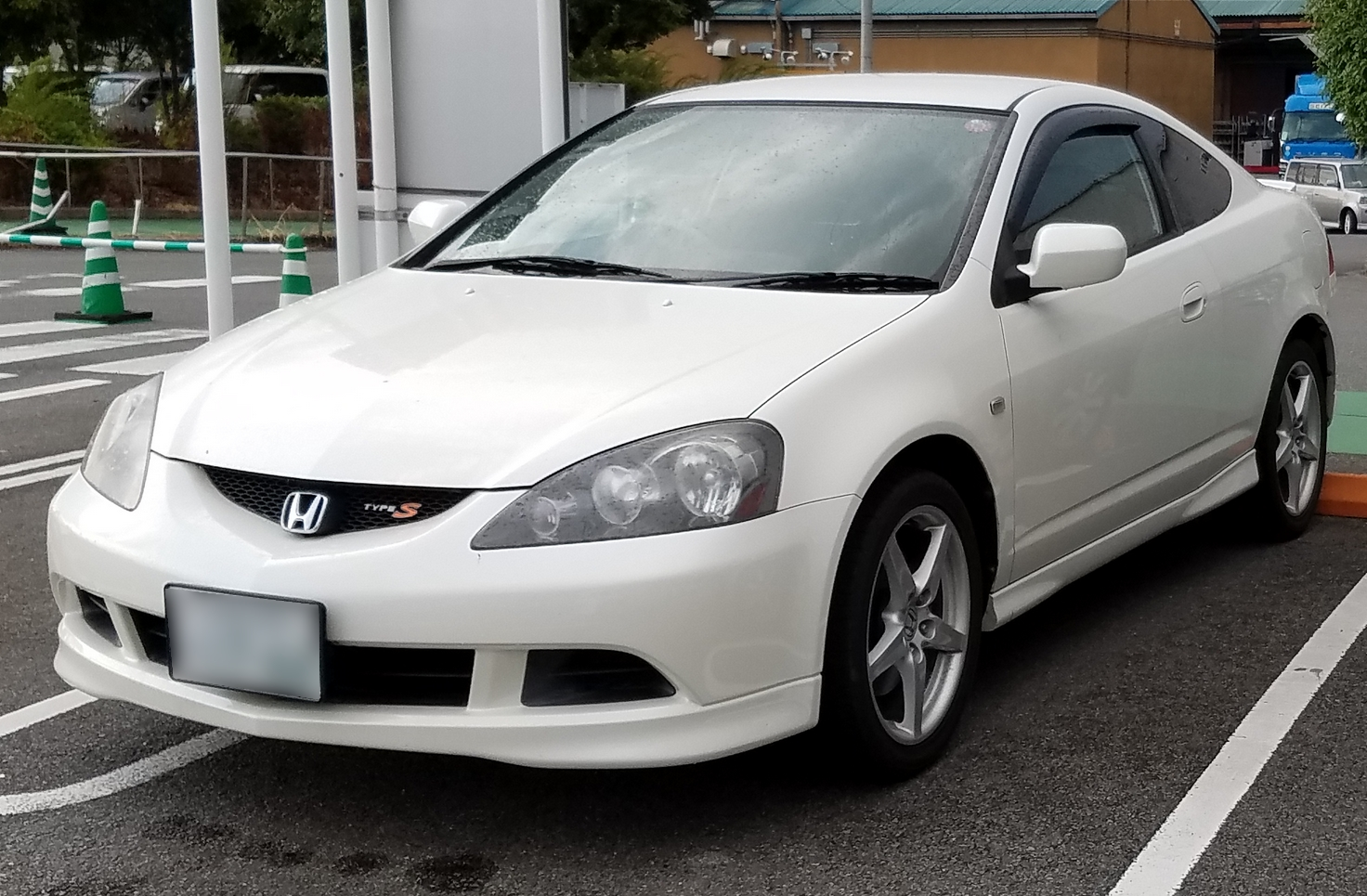
Honda Integra (DC5)
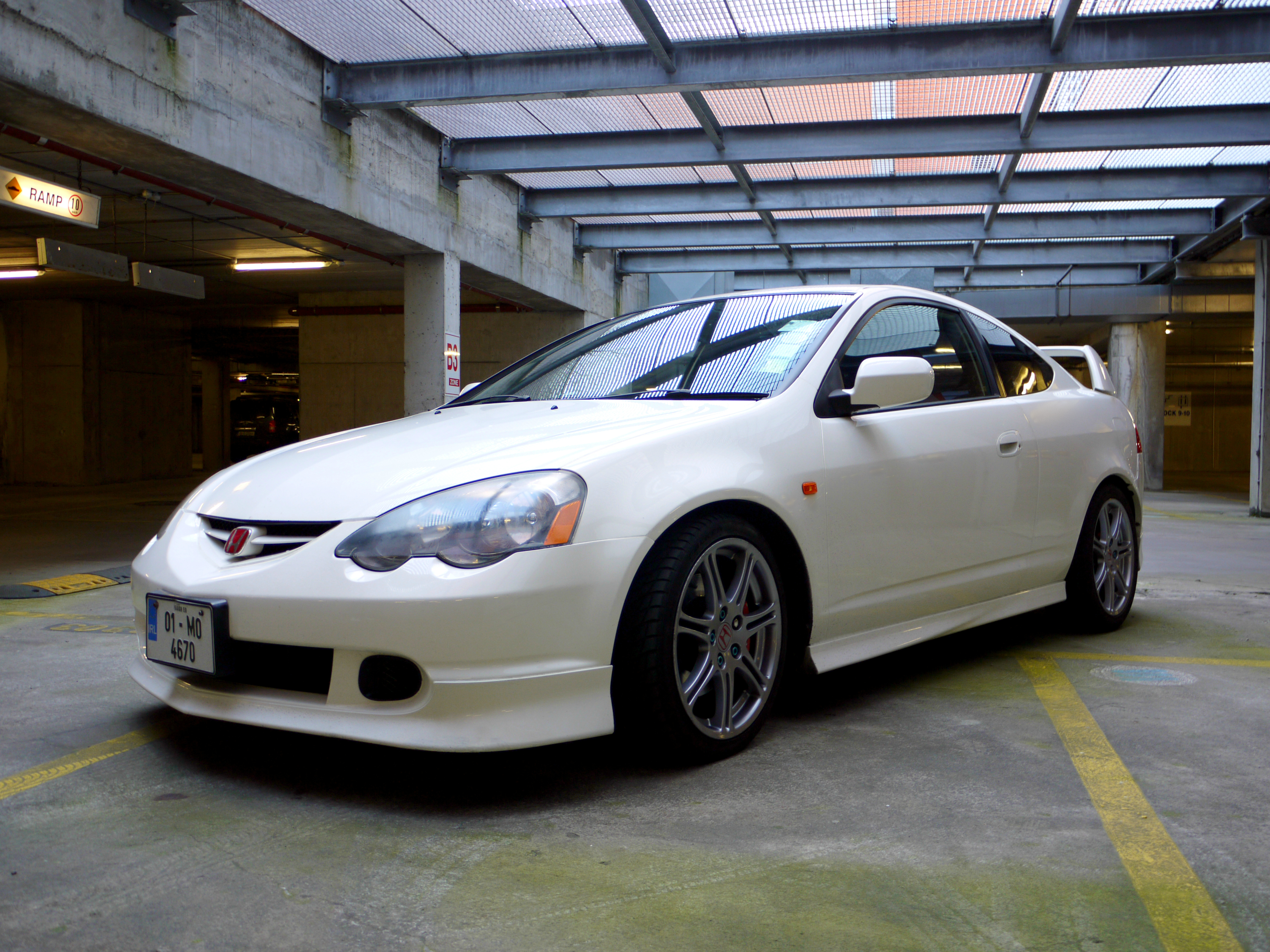
Honda Integra DC5 Type R
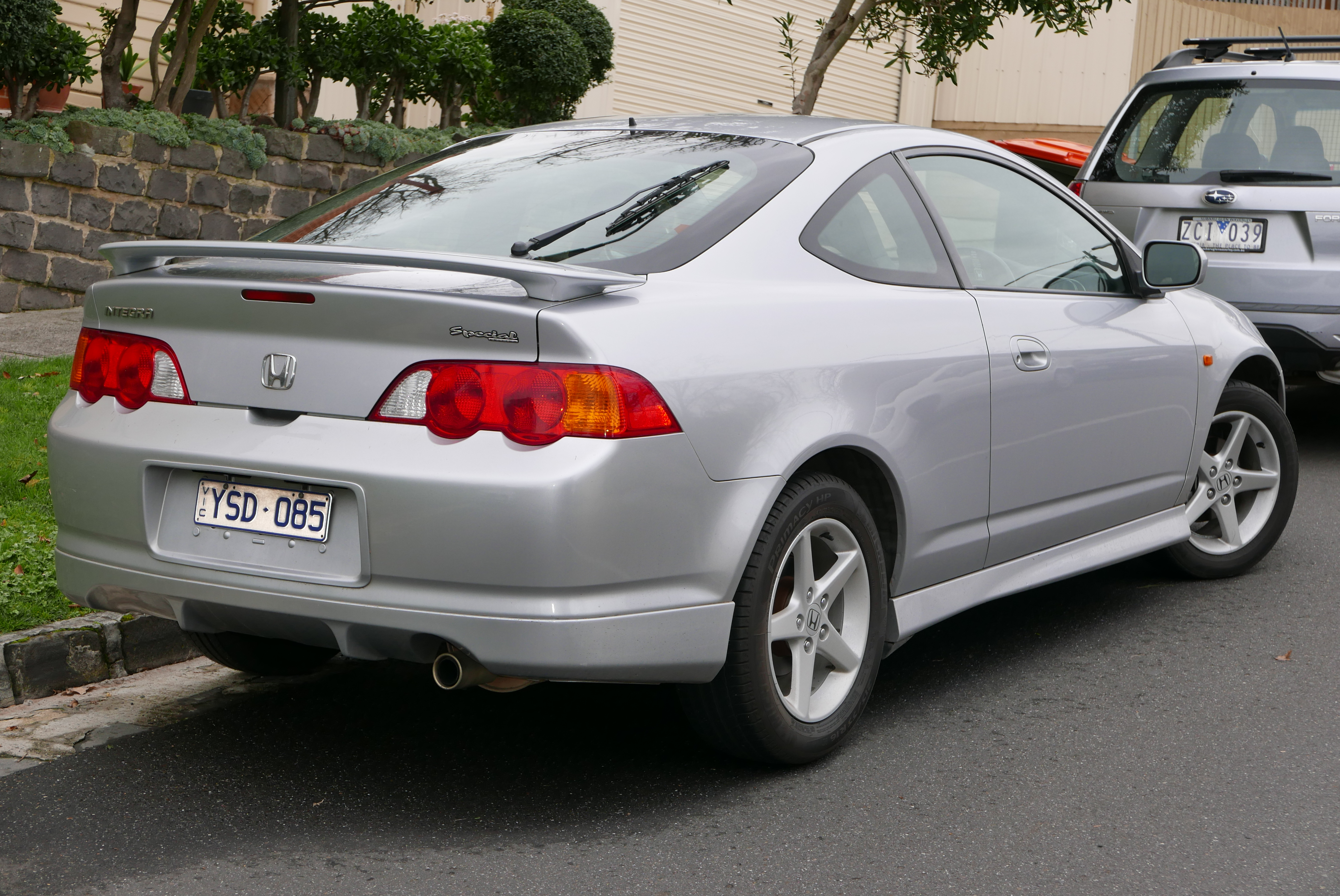
Honda Integra Special Edition
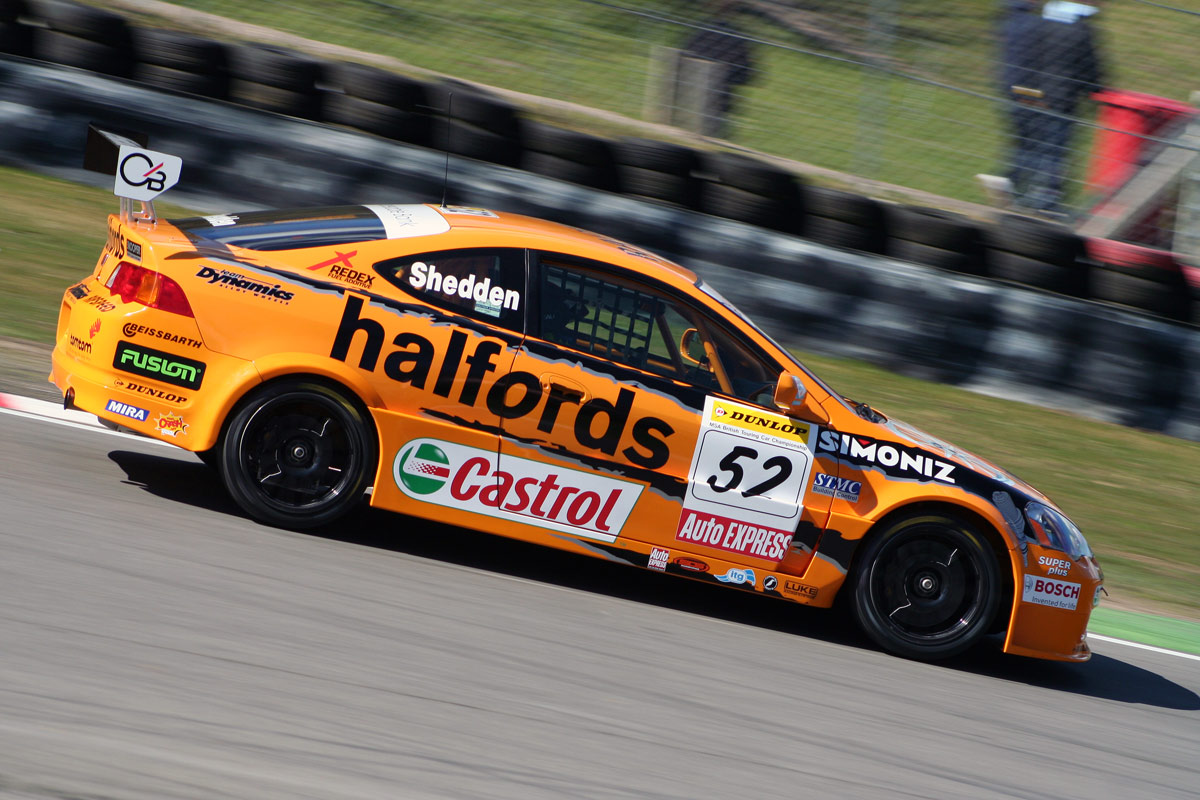
Гордон Шедден за рулём Integra во время сезона 2006 BTCC

## Пятое поколение

### Северная Америка

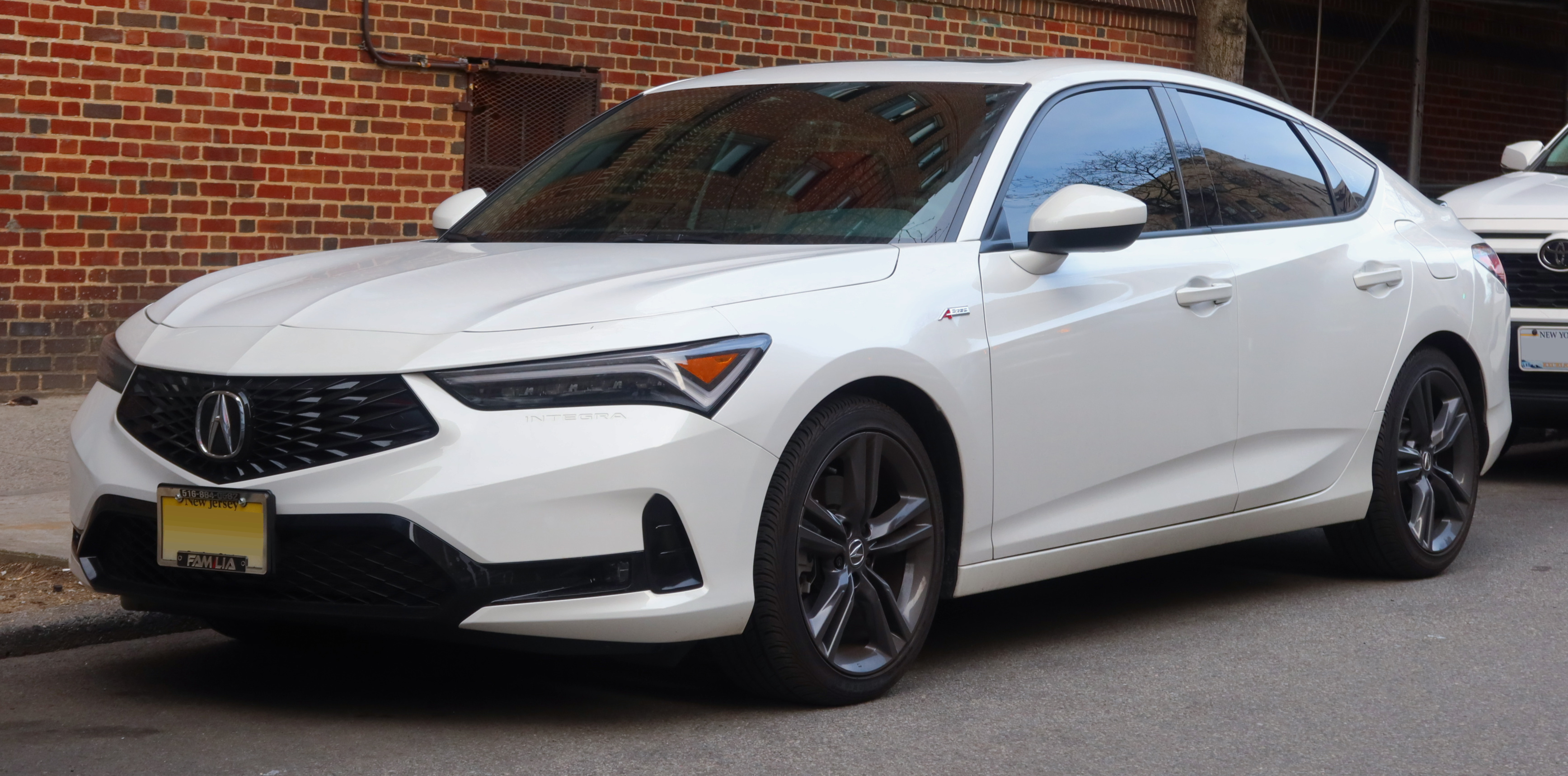
2023 Acura Integra (Северная Америка)

В Северной Америке Acura Integra (DE) была представлена 2 июня 2022 года для 2023 модельного года в кузове пятидверный лифтбек. Является преемником ILX. Автомобиль базируется на той же платформе, что и одиннадцатое поколение Civic.

### Китай

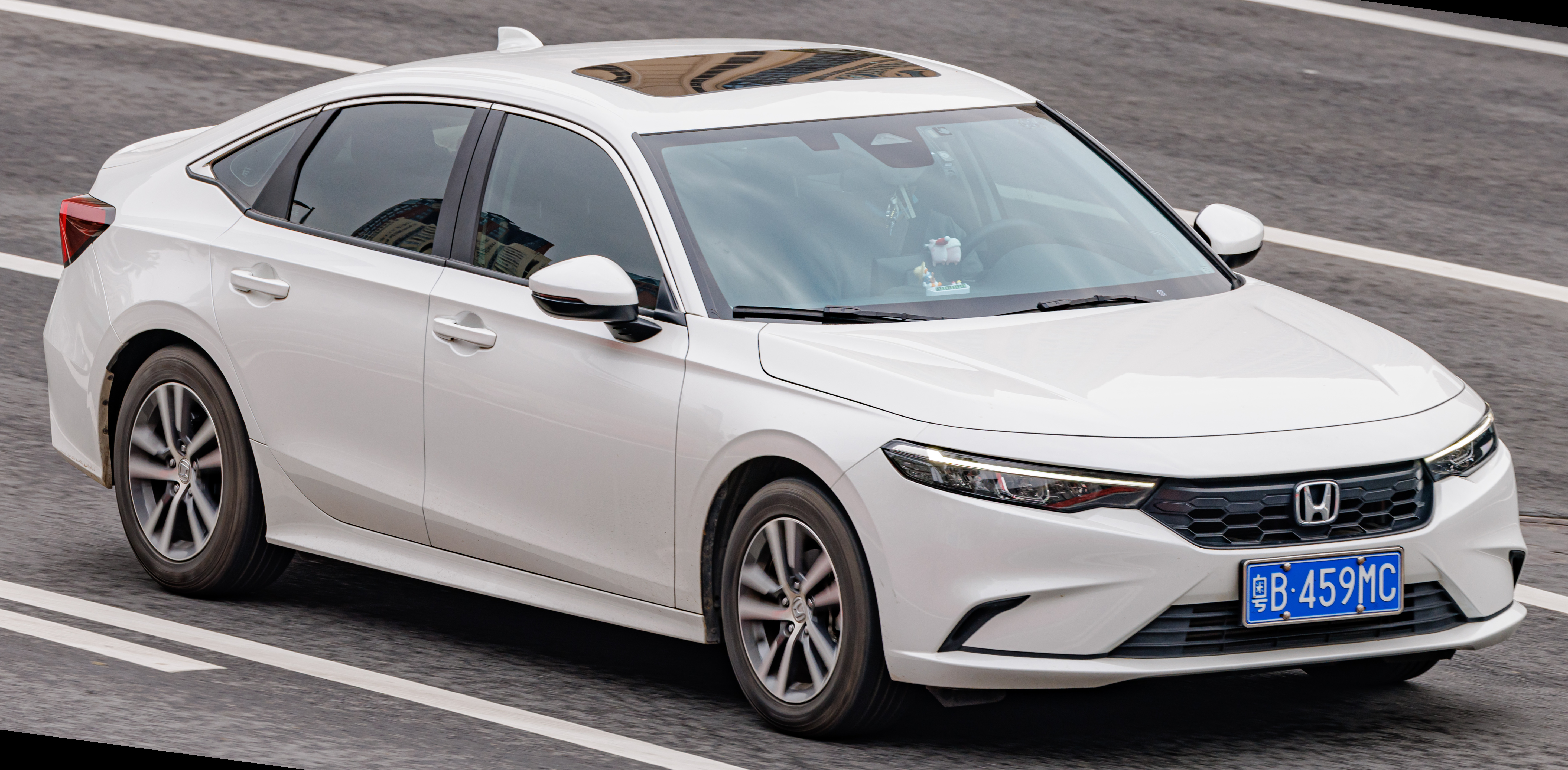
Honda Integra (Китай)

В Китае одиннадцатое поколение Civic выпускается совместным предприятием GAC Honda под названием Honda Integra (кит. 型格; пиньинь Xínggé) с некоторыми изменениями стиля, так как оригинальный Civic выпускается совместным предприятием Dongfeng Honda. Впервые автомобиль был представлен в сентябре 2021 года. В отличие от Civic, автомобиль имеет переработанные переднюю и заднюю части. В феврале 2023 года был представлен лифтбек «Integra Hatchback».

## Продажи
| Год  | США    |
| ---- | ------ |
| 1986 | 27,807 |
| 1987 | 54,757 |
| 1988 | 57,468 |
| 1989 | 77,423 |
| 1990 | 83,559 |
| 1991 | 64,755 |
| 1992 | 55,174 |
| 1993 | 58,757 |
| 1994 | 67,426 |
| 1995 | 61,316 |
| 1996 | 46,966 |
| 1997 | 38,331 |
| 1998 | 34,904 |
| 1999 | 26,184 |
| 2000 | 25,975 |
| 2001 | 13,376 |
| 2002 | 19     |
| 2022 | 13,027 |
| 2023 | 32,090 |
| 2024 | 24,398 |